# Liste des transferts NBA saison 2016-2017
Pour un article plus général, voir Saison NBA 2016-2017.
Cette page présente la liste des transferts et mouvements de personnels de la NBA durant la saison 2016-2017.

## Retraites

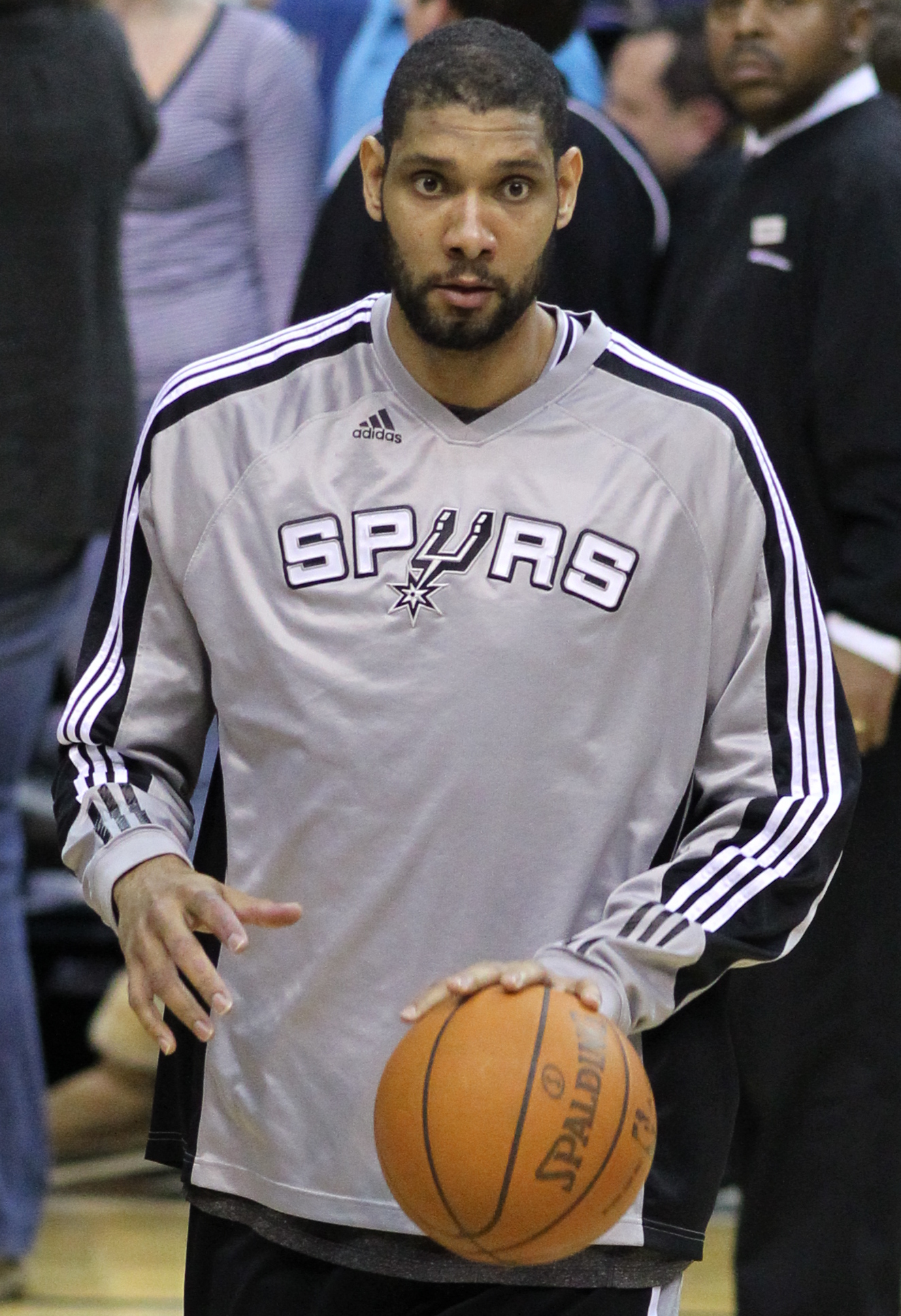
Tim Duncan avec les Spurs de San Antonio

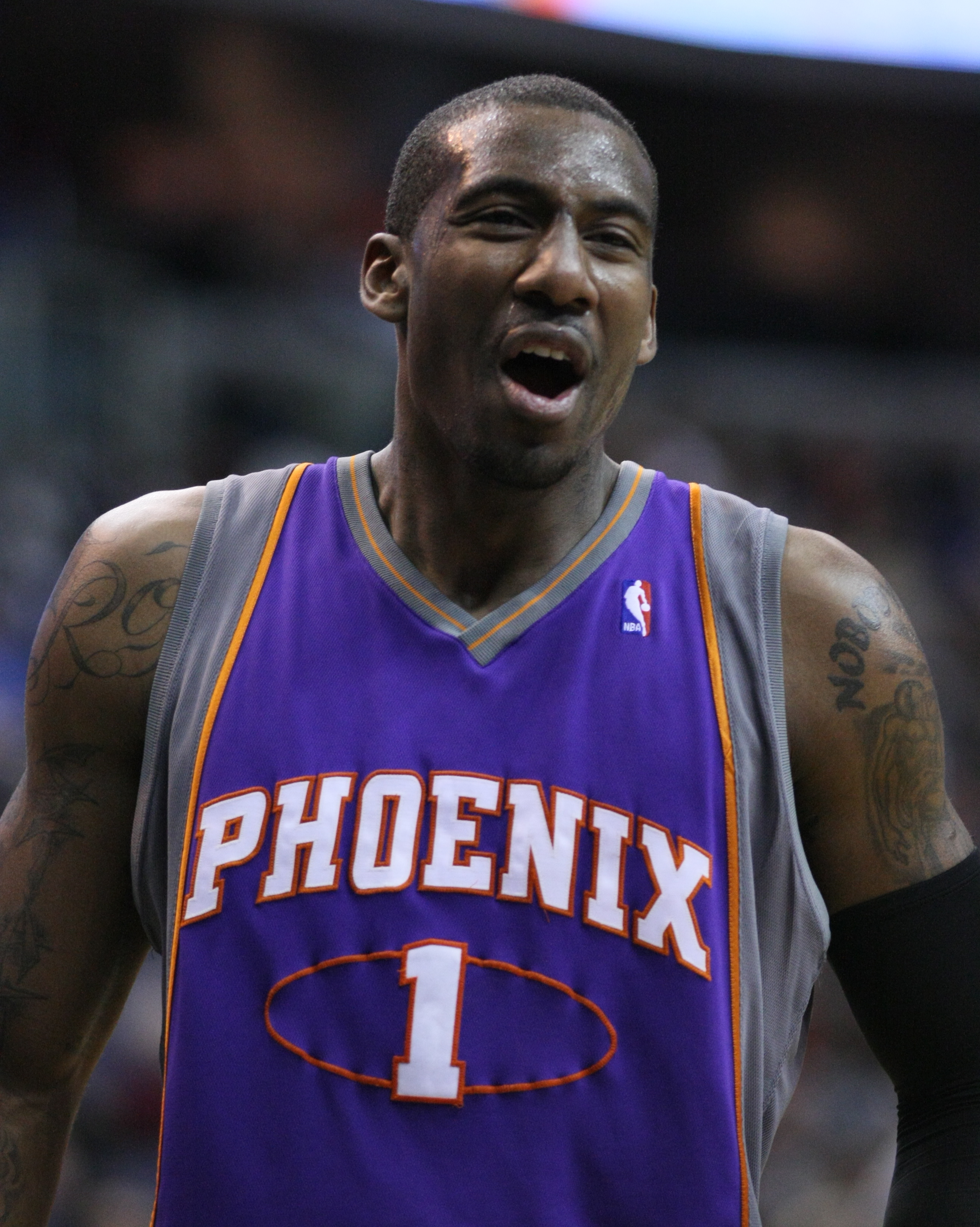
Amar'e Stoudemire avec les Suns de Phoenix

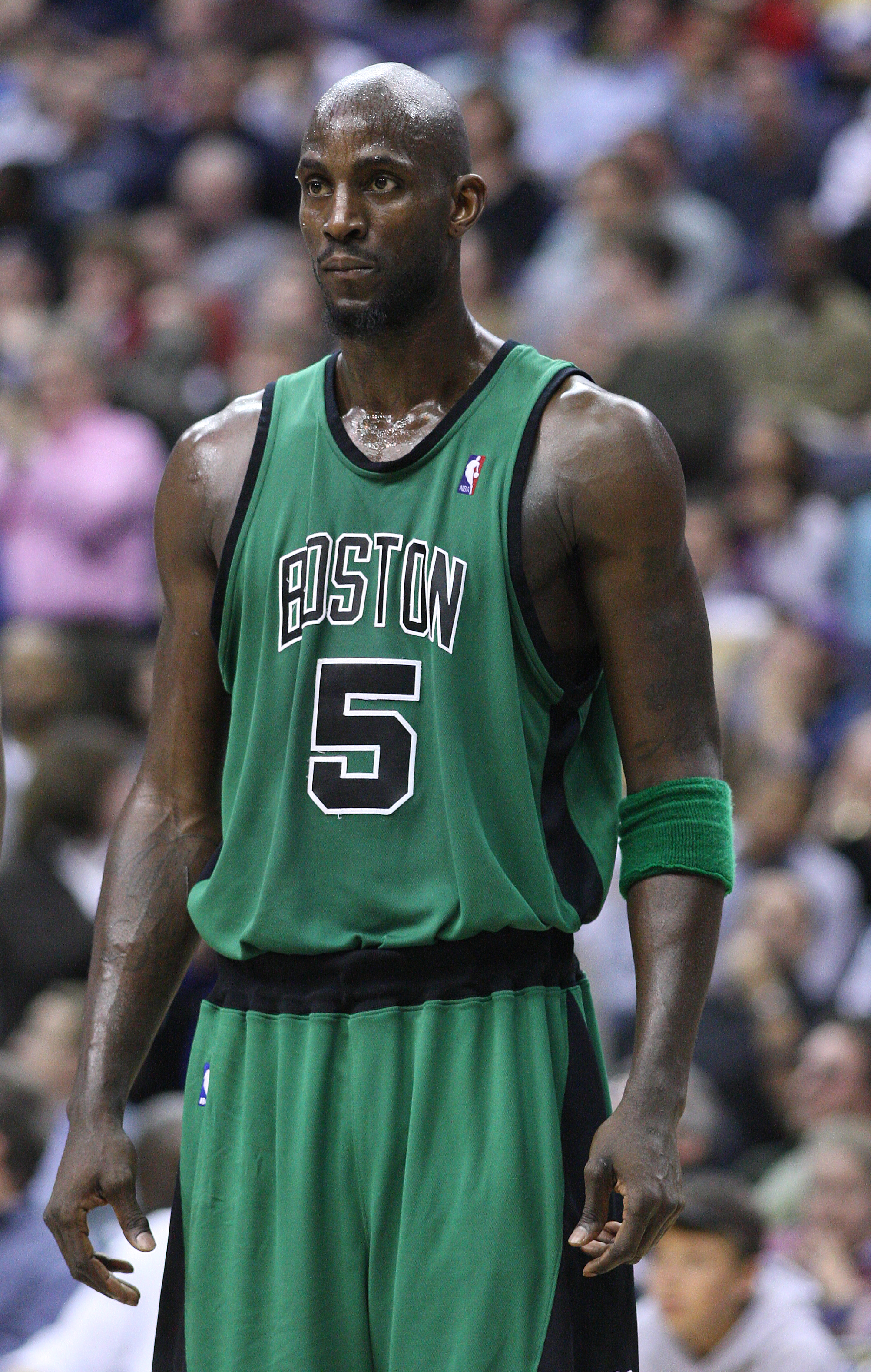
Kevin Garnett avec les Celtics de Boston

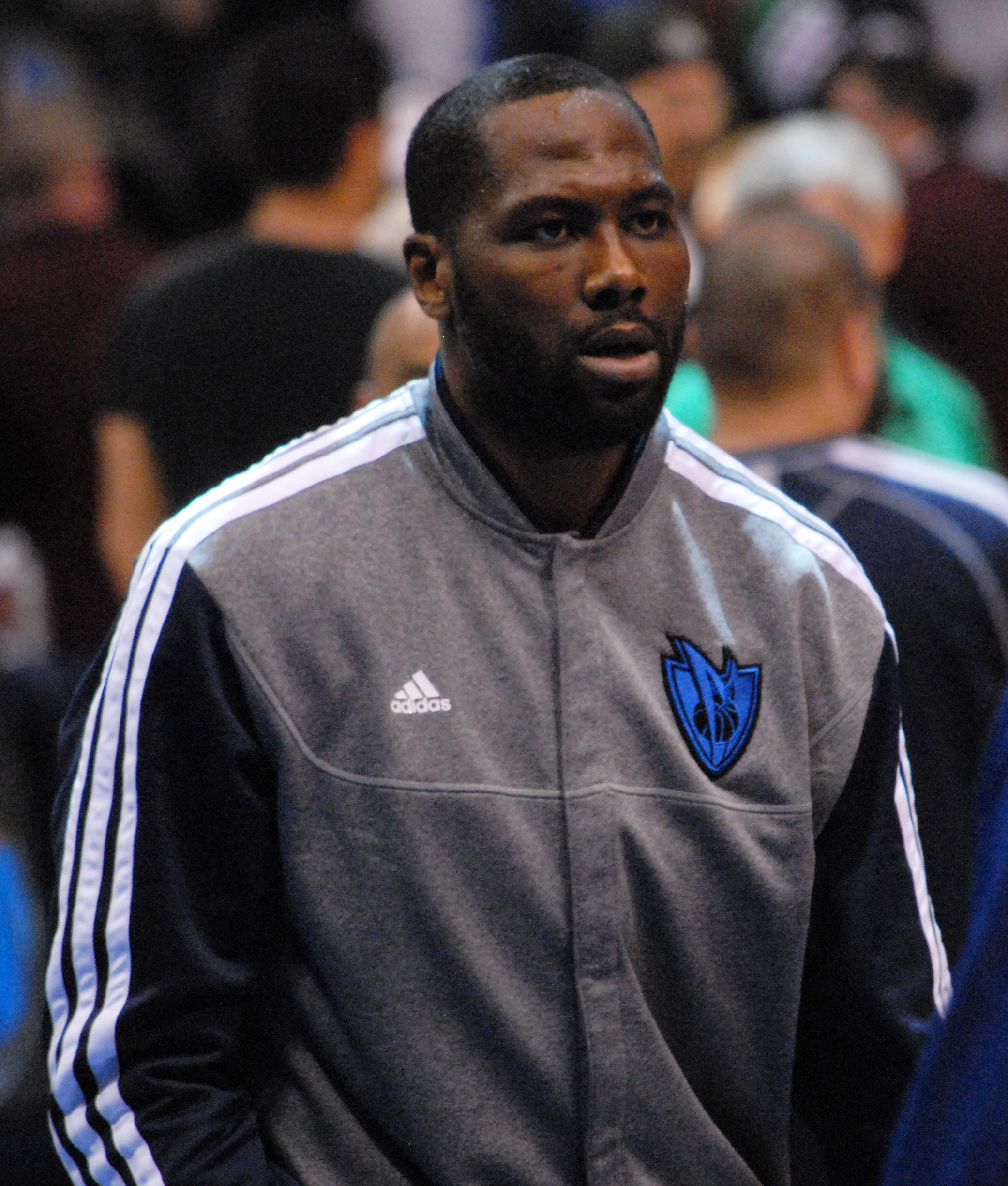
Elton Brand avec les Mavericks de Dallas

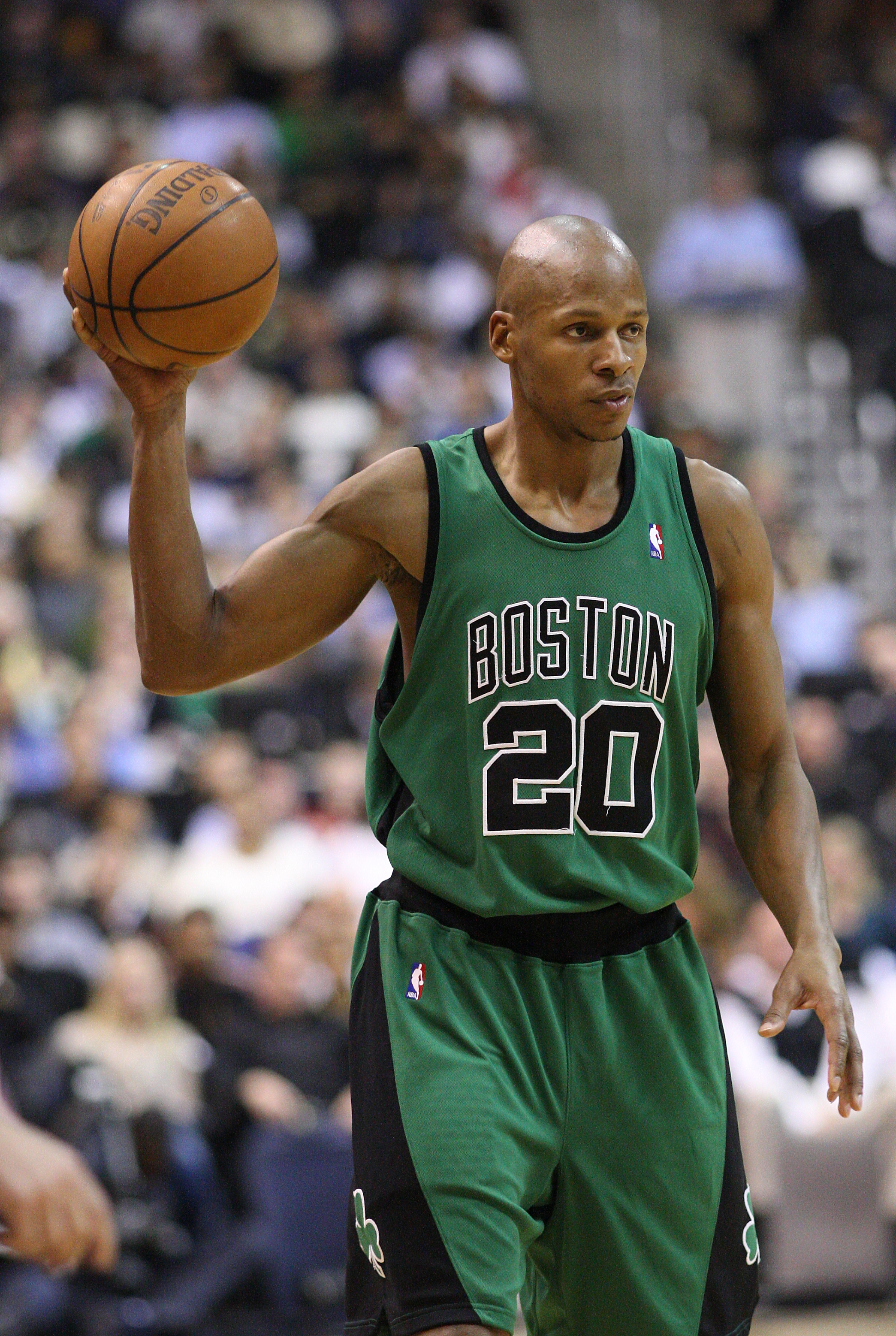
Ray Allen avec les Celtics de Boston

| Date         | Nom               | Équipes | Âge | Palmarès | Ref.   |
| ------------ | ----------------- | --- | --- | --- | ------ |
| 22 mai       | Raül López Molist | Jazz de l'Utah (2002–2005) | 36  | A joué dans d'autres ligues | [ 1 ]  |
| 24 mai       | Mario West        | Hawks d'Atlanta (2007–2009,2010) Nets du New Jersey (2011) | 31  | A joué en D-League et à l'étranger. A été embauché comme directeur du personnel des joueurs de Georgia Tech | [ 2 ]  |
| 22 juin      | Luke Ridnour      | SuperSonics de Seattle (2003–2008) Bucks de Milwaukee (2008–2010; 2013–2014) Timberwolves du Minnesota (2010–2013) Bobcats de Charlotte (2014) Magic d'Orlando (2014–2015)                                                             | 35  | | [ 3 ]  |
| 27 juin      | Paul Davis        | Clippers de Los Angeles (2006–2009) Wizards de Washington (2009) | 31  | A joué en D-League et à l'étranger. | [ 4 ]  |
| 11 juillet   | Tim Duncan        | Spurs de San Antonio (1997–2016) | 40  | 5× Champion NBA (1999, 2003, 2005, 2007, 2014) 3× MVP des Finales (1999, 2003, 2005) 2× MVP de la saison régulière (2002–2003) 15× NBA All-Star (1998, 2000–2011, 2013, 2015) 10× All-NBA First Team (1998–2005, 2007, 2013) 3× All-NBA Second Team (2006, 2008, 2009) 2× All-NBA Third Team (2010, 2015) 8× NBA All-Defensive First Team (1999–2003, 2005, 2007, 2008) 7× NBA All-Defensive Second Team (1998, 2004, 2006, 2009, 2010, 2013, 2015) NBA Rookie of the Year (1998) NBA All-Rookie First Team (1998) 1x NBA Teammate of the Year (2015)      | [ 5 ]  |
| 25 juin      | Sasha Kaun        | Cavaliers de Cleveland (2015–2016) | 31  | 1× Champion NBA (2016) | [ 6 ]  |
| 26 juillet   | Amar'e Stoudemire | Suns de Phoenix (2002–2010) Knicks de New York (2010–2015) Mavericks de Dallas (2015) Heat de Miami (2015–2016) | 33  | 6× NBA All-Star (2005, 2007–2011) 1x All-NBA First Team (2007) 4× All-NBA Second Team (2005, 2008, 2010–2011) NBA Rookie of the Year (2003) NBA All-Rookie First Team (2003) | [ 7 ]  |
| 31 juillet   | Josh Howard       | Mavericks de Dallas (2003–2010) Wizards de Washington (2010–2011) Jazz de l'Utah (2011–2012) Timberwolves du Minnesota (2012) | 36  | 1× NBA All-Star (2007) NBA All-Rookie Second Team (2003) A joué en D-League | [ 8 ]  |
| 9 août       | Willie Green      | 76ers de Philadelphie (2003–2010) New Orleans Hornets (2010–2011) Hawks d'Atlanta (2011–2012) Clippers de Los Angeles (2012–2014) Magic d'Orlando (2014–2015)                                                                          | 35  | Nommé assistant coach des Warriors de Golden State. | [ 9 ]  |
| 23 août      | Ryan Gomes        | Celtics de Boston (2005–2007) Timberwolves du Minnesota (2007–2010) Clippers de Los Angeles (2011–2012) Clippers de Los Angeles (2010–2012) Oklahoma City (2013–2014)                                                                  | 33  | Nommé assistant coach des Nets de Long Island. | [ 10 ] |
| 9 septembre  | Chuck Hayes       | Rockets de Houston (2006–2011 ; 2015) Kings de Sacramento (2011–2013) Raptors de Toronto (2013–2015) | 33  | Nommé assistant coach des Nuggets de Denver. | [ 11 ] |
| 16 septembre | Landry Fields     | Knicks de New York (2010–2012) Raptors de Toronto (2012–2015) | 28  | NBA All-Rookie First Team (2011) Nommé scout pour les Spurs de San Antonio. | [ 12 ] |
| 23 septembre | Kevin Garnett     | Timberwolves du Minnesota (1995–2007; 2015–2016) Celtics de Boston (2007–2013) Nets de Brooklyn (2013–2015) | 40  | Champion NBA (2008) MVP de la saison régulière (2004) 15× NBA All-Star (1997–1998, 2000–2011, 2013) 1x NBA All-Star Game MVP (2003) 4× All-NBA First Team (2000, 2003, 2004, 2008) 3× All-NBA Second Team (2001, 2002, 2005) 2× All-NBA Third Team (1999, 2007) 1x NBA Defensive Player of the Year (2008) 9× NBA All-Defensive First Team (2000–2005, 2008, 2009, 2011) 3× NBA All-Defensive Second Team (2006, 2007, 2012) NBA All-Rookie Second Team (1996) 4× Meilleur rebondeur de la ligue (2004–2007) 1x J. Walter Kennedy Citizenship Award (2006) | [ 13 ] |
| 26 septembre | Mo Williams       | Cavaliers de Cleveland (2008–2011; 2015–2016) Clippers de Los Angeles (2011–2012) Trail Blazers de Portland (2013–2014) Timberwolves du Minnesota (2014–2015) Hornets de Charlotte (2015)                                              | 33  | Champion NBA (2016) NBA All-Star (2009) | [ 14 ] |
| 27 septembre | Melvin Ely        | Clippers de Los Angeles (2002–2004) Bobcats de Charlotte (2004–2007) Spurs de San Antonio (2007) Hornets de La Nouvelle-Orléans (2007–2009) Nuggets de Denver (2010–2011) Pelicans de La Nouvelle-Orléans (2014)                       | 38  | Champion NBA (2007) A joué en D-League Nommé entraîneur du Charge de Canton. | [ 15 ] |
| 20 octobre   | Elton Brand       | Bulls de Chicago (1999–2001) Clippers de Los Angeles (2001–2008) 76ers de Philadelphie (2008–2012; 2016) Mavericks de Dallas (2012–2013) Hawks d'Atlanta (2013–2015)                                                                   | 37  | 2× NBA All-Star (2002, 2006) 1x All-NBA Second Team (2006) 1x NBA Sportsmanship Award (2006) NBA Co-Rookie of the Year (2000) NBA All-Rookie First Team (2000) | [ 16 ] |
| 24 octobre   | Ronny Turiaf      | Lakers de Los Angeles (2006–2008) Warriors de Golden State (2008–2010) Knicks de New York (2010–2011) Wizards de Washington (2011–2012) Heat de Miami (2012) Clippers de Los Angeles (2012–2013) Timberwolves du Minnesota (2013–2014) | 33  | Champion NBA (2012) | [ 17 ] |
| 28 octobre   | Greg Oden         | Trail Blazers de Portland (2007–2012) Heat de Miami (2013–2014) | 28  | A joué à l'étranger. | [ 18 ] |
| 1er novembre | Ray Allen         | Bucks de Milwaukee (1996–2003) SuperSonics de Seattle (2003–2007) Celtics de Boston (2007–2012) Heat de Miami (2012–2014) | 41  | 2x Champion NBA (2008, 2013) 10× NBA All-Star (2000–2002, 2004–2009, 2011) 1x All-NBA Second Team (2005) 1x All-NBA Third Team (2001) 1x NBA Sportsmanship Award (2003) 1x NBA Three Point Shootout Champion (2001) NBA All-Rookie Second Team (1997) | [ 19 ] |
| 3 novembre   | Charlie Bell      | Suns de Phoenix (2001) Mavericks de Dallas (2002) Bucks de Milwaukee (2005–2010) Warriors de Golden State (2010–2011) | 37  | A joué à l'étranger. Nommé entraîneur assistant des Legends du Texas. | [ 20 ] |
| 25 novembre  | Kevin Martin      | Kings de Sacramento (2004–2010) Rockets de Houston (2010–2012) Thunder d'Oklahoma City (2012–2013) Timberwolves du Minnesota (2013–2016) Spurs de San Antonio (2016)                                                                   | 33  | | [ 21 ] |
| 16 décembre  | Yaroslav Korolev  | Clippers de Los Angeles (2005–2007) | 29  | A joué en D-League et à l'étranger | [ 22 ] |
| 19 décembre  | DeShawn Stevenson | Jazz de l'Utah (2000–2004) Magic d'Orlando (2004–2005) Wizards de Washington (2005–2010) Mavericks de Dallas (2010–2011) Nets du New Jersey (2011–2012) Hawks d'Atlanta (2012–2013)                                                    | 35  | Champion NBA (2011) | [ 23 ] |
| 6 janvier    | Matt Bonner       | Raptors de Toronto (2004–2006) Spurs de San Antonio (2006–2016) | 36  | 2x Champion NBA (2007, 2014) A joué à l'étranger. | [ 24 ] |
| 9 janvier    | Pablo Prigioni    | Knicks de New York (2012–2015) Rockets de Houston (2015) Clippers de Los Angeles (2015–2016) | 39  | A joué à l'étranger. | [ 25 ] |

## Encadrement

### Entraîneurs

#### Avant-saison
| Date de signature | Équipe                    | Ancien entraîneur | Raison du départ               | Nouvel entraîneur | Dernier poste occupé                                            | Ref.   |
| ----------------- | ------------------------- | ----------------- | ------------------------------ | ----------------- | --------------------------------------------------------------- | ------ |
| 14 avril          | Nets de Brooklyn          | Tony Brown        | Intérim                        | Kenny Atkinson    | Hawks d'Atlanta, Entraîneur adjoint (2012–2016)                 | [ 26 ] |
| 14 avril          | Timberwolves du Minnesota | Sam Mitchell      | Intérim, contrat non renouvelé | Tom Thibodeau     | Bulls de Chicago, Entraîneur principal (2010–2015)              | ,      |
| 14 avril          | Wizards de Washington     | Randy Wittman     | Limogé                         | Scott Brooks      | Thunder d'Oklahoma City, Entraîneur principal (2008–2015)       | ,      |
| 14 avril          | Kings de Sacramento       | George Karl       | Limogé                         | David Joerger     | Grizzlies de Memphis, Entraîneur principal (2013-2016)          | ,      |
| 24 avril          | Lakers de Los Angeles     | Byron Scott       | Limogé                         | Luke Walton       | Warriors de Golden State, Entraîneur adjoint (2014–2016)        | ,      |
| 5 mai             | Rockets de Houston        | J. B. Bickerstaff | Intérim, contrat non renouvelé | Mike D'Antoni     | 76ers de Philadelphie, Entraîneur principal associé (2015–2016) | ,      |
| 5 mai             | Pacers de l'Indiana       | Frank Vogel       | Contrat non renouvelé          | Nate McMillan     | Pacers de l'Indiana, Entraîneur adjoint (2013–2016)             | ,      |
| 7 mai             | Grizzlies de Memphis      | David Joerger     | Limogé                         | David Fizdale     | Heat de Miami, Entraîneur adjoint (2008–2016)                   | ,      |
| 12 mai            | Magic d'Orlando           | Scott Skiles      | Démission                      | Frank Vogel       | Pacers de l'Indiana, Entraîneur principal (2011-2016)           | ,      |
| 18 mai            | Knicks de New York        | Kurt Rambis       | Intérim, remplacé              | Jeff Hornacek     | Suns de Phoenix, Entraîneur principal (2013-2016)               | [ 42 ] |

### Manager Général

#### Pendant la saison
| Date       | Équipe                | Ancien manager géneral | Raison du départ | Nouveau manager général | Dernier poste occupé                                   | Ref.   |
| ---------- | --------------------- | ---------------------- | ---------------- | ----------------------- | ------------------------------------------------------ | ------ |
| 20 février | Lakers de Los Angeles | Mitch Kupchak          | Limogé           | Rob Pelinka             | Agent sportif                                          | [ 43 ] |
| 13 avril   | Magic d'Orlando       | Rob Hennigan           | Limogé           | Matt Lloyd              | Magic d'Orlando, Manager général assistant (2012-2017) | [ 44 ] |

## Joueurs

### Échanges
| Juin                            | Juin | Juin | Juin                   |
| ------------------------------- | --- | --- | ---------------------- |
| 17 juin 2016                    | Échange à deux équipes | Échange à deux équipes | Échange à deux équipes |
| 17 juin 2016                    | Vers Pistons de Détroit - Cameron Bairstow | Vers Bulls de Chicago - Spencer Dinwiddie | [ 45 ]                 |
| 22 juin 2016                    | Échange à deux équipes | Échange à deux équipes | Échange à deux équipes |
| 22 juin 2016                    | Vers Bulls de Chicago - Robin Lopez - Jerian Grant - José Manuel Calderón                                                                            | Vers Knicks de New York - Derrick Rose - Justin Holiday - Second tour de draft 2017 | [ 46 ]                 |
| 23 juin 2016 (Jour de la draft) | Échange à deux équipes | Échange à deux équipes | Échange à deux équipes |
| 23 juin 2016 (Jour de la draft) | Vers Hawks d'Atlanta - Compensation financière | Vers Cavaliers de Cleveland - Droits sur le 54e choix de la Draft 2016 : Kay Felder | [ 47 ]                 |
| 23 juin 2016 (Jour de la draft) | Échange à deux équipes | |                        |
| 23 juin 2016 (Jour de la draft) | Vers Celtics de Boston - Premier tour de draft 2019 des Clippers (protégé)                                                                           | Vers Grizzlies de Memphis - Droits sur le 31e choix de la Draft 2016 : Deyonta Davis - Droits sur le 35e choix de la Draft 2016 : Rade Zagorac                                                                              | [ 48 ]                 |
| 23 juin 2016 (Jour de la draft) | Échange à deux équipes | |                        |
| 23 juin 2016 (Jour de la draft) | Vers Nets de Brooklyn - Droits sur le 42e choix de la Draft 2016 : Isaiah Whitehead                                                                  | Vers Jazz de l'Utah - Droits sur le 55e choix de la Draft 2016 : Marcus Paige - Compensation financière | [ 49 ]                 |
| 23 juin 2016 (Jour de la draft) | Échange à deux équipes | |                        |
| 23 juin 2016 (Jour de la draft) | Vers Nuggets de Denver - Compensation financière | Vers Thunder d'Oklahoma City - Droits sur le 56e choix de la Draft 2016 : Daniel Hamilton | [ 50 ]                 |
| 23 juin 2016 (Jour de la draft) | Échange à deux équipes | |                        |
| 23 juin 2016 (Jour de la draft) | Vers Warriors de Golden State - Droits sur le 38e choix de la Draft 2016 : Patrick McCaw                                                             | Vers Bucks de Milwaukee - Compensation financière | [ 51 ]                 |
| 23 juin 2016 (Jour de la draft) | Échange à deux équipes | |                        |
| 23 juin 2016 (Jour de la draft) | Vers Clippers de Los Angeles - Droits sur le 39e choix de la Draft 2016 : David Michineau - Droits sur le 40e choix de la Draft 2016 : Diamond Stone | Vers Pelicans de La Nouvelle-Orléans - Droits sur le 33e choix de la Draft 2016 : Cheick Diallo | [ 52 ]                 |
| 23 juin 2016 (Jour de la draft) | Échange à deux équipes | |                        |
| 23 juin 2016 (Jour de la draft) | Vers Thunder d'Oklahoma City - Ersan İlyasova - Victor Oladipo - Droits sur Domantas Sabonis                                                         | Vers Magic d'Orlando - Serge Ibaka | [ 53 ]                 |
| 23 juin 2016 (Jour de la draft) | Échange à deux équipes | |                        |
| 23 juin 2016 (Jour de la draft) | Vers Magic d'Orlando - Compensation financière - Second tour de draft 2019                                                                           | Vers Trail Blazers de Portland - Droits sur le 47e choix de la Draft 2016 : Jake Layman | [ 54 ]                 |
| 23 juin 2016 (Jour de la draft) | Échange à deux équipes | |                        |
| 23 juin 2016 (Jour de la draft) | Vers Suns de Phoenix - Droits sur le 8e choix de la Draft 2016 : Marquese Chriss                                                                     | Vers Kings de Sacramento - Droits sur Bogdan Bogdanović - Droits sur le 13e choix de la Draft 2016 : Yórgos Papayiánnis - Droits sur le 28e choix de la Draft 2016 : Skal Labissière - Second tour de draft 2020 de Détroit | [ 55 ]                 |
| 29 juin 2016                    | Échange à deux équipes | Échange à deux équipes | Échange à deux équipes |
| 29 juin 2016                    | Vers Pistons de Détroit - Second tour de draft 2019                                                                                                  | Vers Magic d'Orlando - Jodie Meeks | [ 56 ]                 |
| Juillet                         | | |                        |
| 7 juillet 2016                  | Échange à deux équipes | Échange à deux équipes | Échange à deux équipes |
| 7 juillet 2016                  | Vers Nets de Brooklyn - Droits sur le 20e choix de la Draft 2016 : Caris LeVert - Second tour de draft 2017 (protégé)                                | Vers Pacers de l'Indiana - Thaddeus Young | [ 57 ]                 |
| 7 juillet 2016                  | Échange à deux équipes | |                        |
| 7 juillet 2016                  | Vers Hornets de Charlotte - Marco Belinelli | Vers Kings de Sacramento - Droits sur le 22e choix de la Draft 2016 : Malachi Richardson | [ 58 ]                 |
| 7 juillet 2016                  | Échange à deux équipes | |                        |
| 7 juillet 2016                  | Vers Bulls de Chicago - Droits sur Ater Majok | Vers Lakers de Los Angeles - José Manuel Calderón - Second tour de draft 2018 de Denver - Second tour de draft 2019 | [ 59 ]                 |
| 7 juillet 2016                  | Échange à deux équipes | |                        |
| 7 juillet 2016                  | Vers Cavaliers de Cleveland - Droits sur Albert Miralles                                                                                             | Vers Bucks de Milwaukee - Matthew Dellavedova (Sign and trade) - Compensation financière | [ 60 ]                 |
| 7 juillet 2016                  | Échange à deux équipes | |                        |
| 7 juillet 2016                  | Vers Bulls de Chicago - Droits sur Albert Miralles                                                                                                   | Vers Cavaliers de Cleveland - Mike Dunleavy Jr. - Droits sur Vladimir Veremeenko | [ 61 ]                 |
| 7 juillet 2016                  | Échange à deux équipes | |                        |
| 7 juillet 2016                  | Vers Mavericks de Dallas - Andrew Bogut - Second tour de draft 2019 ou 2020                                                                          | Vers Warriors de Golden State - Second tour de draft 2019 (protégé) | [ 62 ]                 |
| 7 juillet 2016                  | Échange à deux équipes | |                        |
| 7 juillet 2016                  | Vers Mavericks de Dallas - Droits sur Stanko Barać                                                                                                   | Vers Pacers de l'Indiana - Jeremy Evans - Droits sur Emir Preldžič - Compensation financière | ,                      |
| 7 juillet 2016                  | Échange à deux équipes | |                        |
| 7 juillet 2016                  | Vers Magic d'Orlando - Compensation financière | Vers Trail Blazers de Portland - Shabazz Napier | [ 65 ]                 |
| 7 juillet 2016                  | Échange à deux équipes | |                        |
| 7 juillet 2016                  | Vers Spurs de San Antonio - Droits sur Olivier Hanlan                                                                                                | Vers Jazz de l'Utah - Boris Diaw - Second tour de draft 2022 - Compensation financière | [ 66 ]                 |
| 7 juillet 2016                  | Échange à deux équipes | |                        |
| 7 juillet 2016                  | Vers Jazz de l'Utah - Second tour de draft 2021 | Vers Wizards de Washington - Trey Burke | [ 67 ]                 |
| 7 juillet 2016                  | Échange à trois équipes | |                        |
| 7 juillet 2016                  | Vers Hawks d'Atlanta - Droits sur le 12e choix de la Draft 2016 : Taurean Prince (de Utah)                                                           | Vers Pacers de l'Indiana - Jeff Teague (D'Atlanta) | [ 68 ]                 |
| 7 juillet 2016                  | Vers Hawks d'Atlanta - Droits sur le 12e choix de la Draft 2016 : Taurean Prince (de Utah)                                                           | Vers Jazz de l'Utah - George Jesse Hill (d'Indiana) | [ 68 ]                 |
| 10 juillet 2016                 | Échange à deux équipes | Échange à deux équipes | Échange à deux équipes |
| 10 juillet 2016                 | Vers Heat de Miami - Luke Babbitt | Vers Pelicans de La Nouvelle-Orléans - Second tour de draft 2018 - Compensation financière | [ 69 ]                 |
| 12 juillet 2016                 | Échange à deux équipes | Échange à deux équipes | Échange à deux équipes |
| 12 juillet 2016                 | Vers Hornets de Charlotte - Compensation financière                                                                                                  | Vers Grizzlies de Memphis - Troy Daniels (Sign and trade) | [ 70 ]                 |
| 15 juillet 2016                 | Échange à deux équipes | Échange à deux équipes | Échange à deux équipes |
| 15 juillet 2016                 | Vers Cavaliers de Cleveland - Droits sur Chukwudiebere Maduabum                                                                                      | Vers 76ers de Philadelphie - Sasha Kaun - Compensation financière | [ 71 ]                 |
| 15 juillet 2016                 | Échange à deux équipes | |                        |
| 15 juillet 2016                 | Vers Clippers de Los Angeles - Roy Devyn Marble - Second tour de draft 2020 de Cleveland                                                             | Vers Magic d'Orlando - C. J. Wilcox - Compensation financière | [ 72 ]                 |
| Août                            | | |                        |
| 26 août 2016                    | Échange à deux équipes | Échange à deux équipes | Échange à deux équipes |
| 26 août 2016                    | Vers 76ers de Philadelphie - Tibor Pleiss - Deux seconds tours de draft 2017 - Compensation financière                                               | Vers Jazz de l'Utah - Kendall Marshall | [ 73 ]                 |
| 30 août 2016                    | Échange à deux équipes | Échange à deux équipes | Échange à deux équipes |
| 30 août 2016                    | Vers Nuggets de Denver - Second tour de draft 2017 protégé des Grizzlies de Memphis - Second tour de draft 2017 protégé du Thunder d'Oklahoma City   | Vers Thunder d'Oklahoma City - Joffrey Lauvergne | [ 74 ]                 |
| Septembre                       | | |                        |
| 22 septembre 2016               | Échange à deux équipes | Échange à deux équipes | Échange à deux équipes |
| 22 septembre 2016               | Vers Rockets de Houston - Tyler Ennis | Vers Bucks de Milwaukee - Michael Beasley | [ 75 ]                 |
| Octobre                         | | |                        |
| 17 octobre 2016                 | Échange à deux équipes | Échange à deux équipes | Échange à deux équipes |
| 17 octobre 2016                 | Vers Bulls de Chicago - Michael Carter-Williams | Vers Bucks de Milwaukee - Tony Snell | [ 76 ]                 |
| Novembre                        | | |                        |
| 1er novembre 2016               | Échange à deux équipes | Échange à deux équipes | Échange à deux équipes |
| 1er novembre 2016               | Vers Thunder d'Oklahoma City - Jerami Grant | Vers 76ers de Philadelphie - Ersan İlyasova - Premier tour de draft 2020 (protégé) | ,                      |
| Janvier                         | | |                        |
| 7 janvier 2017                  | Échange à deux équipes | Échange à deux équipes | Échange à deux équipes |
| 7 janvier 2017                  | Vers Hawks d'Atlanta - Mike Dunleavy Jr. - Mo Williams - Premier tour de draft 2019 (protégé) - Compensation financière                              | Vers Cavaliers de Cleveland - Kyle Korver | ,                      |
| 18 janvier 2017                 | Échange à deux équipes | Échange à deux équipes | Échange à deux équipes |
| 18 janvier 2017                 | Vers Hawks d'Atlanta - Droits sur Cenk Akyol | Vers Nuggets de Denver - Mo Williams - Compensation financière | ,                      |
| Février                         | | |                        |
| 2 février 2017                  | Échange à deux équipes | Échange à deux équipes | Échange à deux équipes |
| 2 février 2017                  | Vers Hornets de Charlotte - Miles Plumlee - Compensation financière                                                                                  | Vers Bucks de Milwaukee - Spencer Hawes - Roy Hibbert | [ 83 ]                 |
| 13 février 2017                 | Échange à deux équipes | Échange à deux équipes | Échange à deux équipes |
| 13 février 2017                 | Vers Nuggets de Denver - Mason Plumlee - Second tour de draft 2018                                                                                   | Vers Trail Blazers de Portland - Jusuf Nurkić - Premier tour de draft 2017 (de Memphis) | [ 84 ]                 |
| 13 février 2017                 | Échange à deux équipes | |                        |
| 13 février 2017                 | Vers Hornets de Charlotte - Chris Andersen - Compensation financière                                                                                 | Vers Cavaliers de Cleveland - Second tour de draft 2017 (protégé) | [ 85 ]                 |
| 14 février 2017                 | Échange à deux équipes | Échange à deux équipes | Échange à deux équipes |
| 14 février 2017                 | Vers Magic d'Orlando - Terrence Ross - Premier tour de draft 2017 (protégé)                                                                          | Vers Raptors de Toronto - Serge Ibaka | [ 86 ]                 |
| 20 février 2017                 | Échange à deux équipes | Échange à deux équipes | Échange à deux équipes |
| 20 février 2017                 | Vers Pelicans de La Nouvelle-Orléans - DeMarcus Cousins - Omri Casspi                                                                                | Vers Kings de Sacramento - Tyreke Evans - Langston Galloway - Buddy Hield - Premier tour de draft 2017 (protégé 1-3) - Second tour de draft 2017 (de Philadelphie)                                                          | [ 87 ]                 |
| 21 février 2017                 | Échange à deux équipes | Échange à deux équipes | Échange à deux équipes |
| 21 février 2017                 | Vers Lakers de Los Angeles - Corey Brewer - Premier tour de draft 2017                                                                               | Vers Rockets de Houston - Louis Williams | [ 88 ]                 |
| 22 février 2017                 | Échange à deux équipes | Échange à deux équipes | Échange à deux équipes |
| 22 février 2017                 | Vers Wizards de Washington - Bojan Bogdanović - Chris McCullough                                                                                     | Vers Nets de Brooklyn - Andrew Nicholson - Marcus Thornton - Premier tour de draft 2017 (protégé 1-14) | [ 89 ]                 |
| 22 février 2017                 | Échange à deux équipes | |                        |
| 22 février 2017                 | Vers 76ers de Philadelphie - Tiago Splitter - Second tour de draft 2017 de Miami (protégé 31-40) - Second tour de draft 2017 (conditionnel)          | Vers Hawks d'Atlanta - Ersan İlyasova | [ 90 ]                 |
| 23 février 2017                 | Échange à deux équipes | Échange à deux équipes | Échange à deux équipes |
| 23 février 2017                 | Vers Nets de Brooklyn - K. J. McDaniels | Vers 76ers de Philadelphie - Compensation financière | [ 91 ]                 |
| 23 février 2017                 | Échange à deux équipes | |                        |
| 23 février 2017                 | Vers Mavericks de Dallas - Nerlens Noel | Vers 76ers de Philadelphie - Andrew Bogut - Justin Anderson - Premier tour de draft 2017 (protégé) | [ 92 ]                 |
| 23 février 2017                 | Échange à deux équipes | |                        |
| 23 février 2017                 | Vers Nuggets de Denver - Roy Hibbert | Vers Bucks de Milwaukee - Second tour de draft 2019 (protégé 31-55) | [ 93 ]                 |
| 23 février 2017                 | Échange à deux équipes | |                        |
| 23 février 2017                 | Vers Lakers de Los Angeles - Tyler Ennis - Droits sur Brad Newley                                                                                    | Vers Rockets de Houston - Marcelinho Huertas | [ 94 ]                 |
| 23 février 2017                 | Échange à deux équipes | |                        |
| 23 février 2017                 | Vers Thunder d'Oklahoma City - Taj Gibson - Doug McDermott - Second tour de draft 2018                                                               | Vers Bulls de Chicago - Joffrey Lauvergne - Anthony Morrow - Cameron Payne | [ 95 ]                 |
| 23 février 2017                 | Échange à deux équipes | |                        |
| 23 février 2017                 | Vers Suns de Phoenix - Mike Scott - Droits sur Cenk Akyol - Compensation financière                                                                  | Vers Hawks d'Atlanta - Second tour de draft 2017 (protégé) | [ 96 ]                 |
| 23 février 2017                 | Échange à deux équipes | |                        |
| 23 février 2017                 | Vers Suns de Phoenix - Jared Sullinger - Second tour de draft 2017 - Second tour de draft 2018 - Compensation financière                             | Vers Raptors de Toronto - P. J. Tucker | [ 97 ]                 |

### Agents libres
À partir du 1er juillet 2016, les franchises et les agents libres (Free Agent en anglais) peuvent entrer en négociations, mais
les joueurs ne peuvent signer qu'à partir du 7 juillet, après la fin du moratoire de juillet. Pour les joueurs ci-dessous est indiquée la dernière équipe de la NBA avec laquelle ils ont joué en 2015-16. Tous les joueurs sont agents libres sans restriction, sauf indication contraire. L'équipe de l'agent libre restrictif a le droit de garder le joueur en proposant une offre équivalente à celle proposée par une autre équipe.
| Joueur                    | Date signature | Ancienne équipe                                                         | Nouvelle équipe                                                | Réf.    |
| ------------------------- | -------------- | ----------------------------------------------------------------------- | -------------------------------------------------------------- | ------- |
| Tony Wroten               | 27 juin        | Knicks de New York (Libéré le 22 juin)                                  | Grizzlies de Memphis (claimed off waivers)                     | [ 99 ]  |
| D. J. Augustin            | 7 juillet      | Nuggets de Denver                                                       | Magic d'Orlando                                                | [ 100 ] |
| Harrison Barnes (RFA)     | 7 juillet      | Warriors de Golden State                                                | Mavericks de Dallas                                            | [ 101 ] |
| Nicolas Batum             | 7 juillet      | Hornets de Charlotte                                                    | Hornets de Charlotte                                           | [ 102 ] |
| Kent Bazemore             | 7 juillet      | Hawks d'Atlanta                                                         | Hawks d'Atlanta                                                | [ 103 ] |
| Bismack Biyombo*          | 7 juillet      | Raptors de Toronto                                                      | Magic d'Orlando                                                | [ 104 ] |
| Jordan Clarkson (RFA)     | 7 juillet      | Lakers de Los Angeles                                                   | Lakers de Los Angeles                                          | [ 105 ] |
| Matthew Dellavedova (RFA) | 7 juillet      | Cavaliers de Cleveland                                                  | Bucks de Milwaukee (sign and trade)                            | [ 106 ] |
| Luol Deng                 | 7 juillet      | Heat de Miami                                                           | Lakers de Los Angeles                                          | [ 105 ] |
| Kevin Durant              | 7 juillet      | Thunder d'Oklahoma City                                                 | Warriors de Golden State                                       | [ 107 ] |
| Festus Ezeli (RFA)        | 7 juillet      | Warriors de Golden State                                                | Trail Blazers de Portland                                      | [ 108 ] |
| Evan Fournier (RFA)       | 7 juillet      | Magic d'Orlando                                                         | Magic d'Orlando                                                | [ 109 ] |
| Jeff Green                | 7 juillet      | Clippers de Los Angeles                                                 | Magic d'Orlando                                                | [ 110 ] |
| Roy Hibbert               | 7 juillet      | Lakers de Los Angeles                                                   | Hornets de Charlotte                                           | [ 111 ] |
| Jeremy Lin*               | 7 juillet      | Hornets de Charlotte                                                    | Nets de Brooklyn                                               | [ 112 ] |
| Ian Mahinmi               | 7 juillet      | Pacers de l'Indiana                                                     | Wizards de Washington                                          | [ 113 ] |
| Rodney McGruder           | 7 juillet      | Skyforce de Sioux Falls (D-League)                                      | Heat de Miami                                                  | [ 114 ] |
| Andrew Nicholson          | 7 juillet      | Magic d'Orlando                                                         | Wizards de Washington                                          | [ 115 ] |
| Chandler Parsons*         | 7 juillet      | Mavericks de Dallas                                                     | Grizzlies de Memphis                                           | [ 116 ] |
| Brian Roberts             | 7 juillet      | Trail Blazers de Portland                                               | Hornets de Charlotte                                           | [ 117 ] |
| Rajon Rondo               | 7 juillet      | Kings de Sacramento                                                     | Bulls de Chicago                                               | [ 118 ] |
| Ramon Sessions            | 7 juillet      | Wizards de Washington                                                   | Hornets de Charlotte                                           | [ 119 ] |
| Jason Smith               | 7 juillet      | Magic d'Orlando                                                         | Wizards de Washington                                          | [ 120 ] |
| Evan Turner               | 7 juillet      | Celtics de Boston                                                       | Trail Blazers de Portland                                      | [ 121 ] |
| Hassan Whiteside          | 7 juillet      | Heat de Miami                                                           | Heat de Miami                                                  | [ 122 ] |
| Trevor Booker             | 8 juillet      | Jazz de l'Utah                                                          | Nets de Brooklyn                                               | [ 123 ] |
| Jamal Crawford            | 8 juillet      | Clippers de Los Angeles                                                 | Clippers de Los Angeles                                        | [ 124 ] |
| Jared Dudley              | 8 juillet      | Wizards de Washington                                                   | Suns de Phoenix                                                | [ 125 ] |
| Dorian Finney-Smith       | 8 juillet      | Gators de la Floride (Non drafté lors de la Draft 2016)                 | Mavericks de Dallas                                            | [ 126 ] |
| Al Horford                | 8 juillet      | Hawks d'Atlanta                                                         | Celtics de Boston                                              | [ 127 ] |
| Al Jefferson              | 8 juillet      | Hornets de Charlotte                                                    | Pacers de l'Indiana                                            | [ 128 ] |
| Brandon Jennings          | 8 juillet      | Magic d'Orlando                                                         | Knicks de New York                                             | [ 129 ] |
| Joe Johnson               | 8 juillet      | Heat de Miami                                                           | Jazz de l'Utah                                                 | [ 130 ] |
| Wesley Johnson            | 8 juillet      | Clippers de Los Angeles                                                 | Clippers de Los Angeles                                        | [ 124 ] |
| Courtney Lee              | 8 juillet      | Hornets de Charlotte                                                    | Knicks de New York                                             | [ 129 ] |
| Jon Leuer                 | 8 juillet      | Suns de Phoenix                                                         | Pistons de Détroit                                             | [ 131 ] |
| Shawn Long                | 8 juillet      | Ragin' Cajuns de Louisiana-Lafayette (Non drafté lors de la Draft 2016) | 76ers de Philadelphie                                          | [ 132 ] |
| Luc Mbah a Moute          | 8 juillet      | Clippers de Los Angeles                                                 | Clippers de Los Angeles                                        | [ 124 ] |
| Timofeï Mozgov            | 8 juillet      | Cavaliers de Cleveland                                                  | Lakers de Los Angeles                                          | [ 133 ] |
| Joakim Noah               | 8 juillet      | Bulls de Chicago                                                        | Knicks de New York                                             | [ 129 ] |
| Marshall Plumlee          | 8 juillet      | Blue Devils de Duke (Non drafté lors de la Draft 2016)                  | Knicks de New York                                             | [ 134 ] |
| Dwight Powell (RFA)       | 8 juillet      | Mavericks de Dallas                                                     | Mavericks de Dallas                                            | [ 135 ] |
| Austin Rivers             | 8 juillet      | Clippers de Los Angeles                                                 | Clippers de Los Angeles                                        | [ 124 ] |
| Brandon Rush              | 8 juillet      | Warriors de Golden State                                                | Timberwolves du Minnesota                                      | [ 136 ] |
| Ish Smith                 | 8 juillet      | 76ers de Philadelphie                                                   | Pistons de Détroit                                             | [ 131 ] |
| Mirza Teletović           | 8 juillet      | Suns de Phoenix                                                         | Bucks de Milwaukee                                             | [ 137 ] |
| Lance Thomas              | 8 juillet      | Knicks de New York                                                      | Knicks de New York                                             | [ 138 ] |
| James Webb III            | 8 juillet      | Broncos de Boise State (Non drafté lors de la Draft 2016)               | 76ers de Philadelphie                                          | [ 132 ] |
| Deron Williams            | 8 juillet      | Mavericks de Dallas                                                     | Mavericks de Dallas                                            | [ 139 ] |
| Arron Afflalo             | 9 juillet      | Knicks de New York                                                      | Kings de Sacramento                                            | [ 140 ] |
| Ryan Anderson             | 9 juillet      | Pelicans de La Nouvelle-Orléans                                         | Rockets de Houston                                             | [ 141 ] |
| Darrell Arthur*           | 9 juillet      | Nuggets de Denver                                                       | Nuggets de Denver                                              | [ 142 ] |
| Matt Barnes               | 9 juillet      | Grizzlies de Memphis                                                    | Kings de Sacramento                                            | [ 140 ] |
| Ian Clark                 | 9 juillet      | Warriors de Golden State                                                | Warriors de Golden State                                       | [ 143 ] |
| Eric Gordon               | 9 juillet      | Pelicans de La Nouvelle-Orléans                                         | Rockets de Houston                                             | [ 141 ] |
| Gerald Henderson Jr.*     | 9 juillet      | Trail Blazers de Portland                                               | 76ers de Philadelphie                                          | [ 144 ] |
| Mindaugas Kuzminskas      | 9 juillet      | Unicaja Málaga (Espagne)                                                | Knicks de New York                                             | [ 145 ] |
| Garrett Temple            | 9 juillet      | Wizards de Washington                                                   | Kings de Sacramento                                            | [ 140 ] |
| Anthony Tolliver          | 9 juillet      | Pistons de Détroit                                                      | Kings de Sacramento                                            | [ 140 ] |
| David West*               | 9 juillet      | Spurs de San Antonio                                                    | Warriors de Golden State                                       | [ 146 ] |
| Wayne Ellington*          | 10 juillet     | Nets de Brooklyn                                                        | Heat de Miami                                                  | [ 147 ] |
| Udonis Haslem             | 10 juillet     | Heat de Miami                                                           | Heat de Miami                                                  | [ 148 ] |
| James Johnson*            | 10 juillet     | Raptors de Toronto                                                      | Heat de Miami                                                  | [ 147 ] |
| Tyler Johnson (RFA)       | 10 juillet     | Heat de Miami                                                           | Heat de Miami                                                  | [ 149 ] |
| Meyers Leonard (RFA)      | 10 juillet     | Trail Blazers de Portland                                               | Trail Blazers de Portland                                      | [ 150 ] |
| Derrick Williams*         | 10 juillet     | Knicks de New York                                                      | Heat de Miami                                                  | [ 147 ] |
| Marvin Williams           | 10 juillet     | Hornets de Charlotte                                                    | Hornets de Charlotte                                           | [ 151 ] |
| Allen Crabbe (RFA)        | 11 juillet     | Trail Blazers de Portland                                               | Trail Blazers de Portland                                      | [ 152 ] |
| Justin Hamilton           | 11 juillet     | Valencia Basket Club (Espagne)                                          | Nets de Brooklyn                                               | [ 153 ] |
| Troy Daniels (RFA)        | 12 juillet     | Hornets de Charlotte                                                    | Grizzlies de Memphis (sign and trade)                          | [ 70 ]  |
| Dwight Howard*            | 12 juillet     | Rockets de Houston                                                      | Hawks d'Atlanta                                                | [ 154 ] |
| Boban Marjanović (RFA)    | 12 juillet     | Spurs de San Antonio                                                    | Pistons de Détroit                                             | [ 155 ] |
| Zaza Pachulia             | 12 juillet     | Mavericks de Dallas                                                     | Warriors de Golden State                                       | [ 156 ] |
| Marreese Speights         | 12 juillet     | Warriors de Golden State                                                | Clippers de Los Angeles                                        | [ 157 ] |
| Cole Aldrich              | 13 juillet     | Clippers de Los Angeles                                                 | Timberwolves du Minnesota                                      | [ 158 ] |
| Jerryd Bayless            | 13 juillet     | Bucks de Milwaukee                                                      | 76ers de Philadelphie                                          | [ 159 ] |
| James Ennis               | 13 juillet     | Pelicans de La Nouvelle-Orléans                                         | Grizzlies de Memphis                                           | [ 160 ] |
| Stefan Janković           | 13 juillet     | Rainbow Warriors d'Hawaï (Non drafté lors de la Draft 2016)             | Heat de Miami                                                  | [ 161 ] |
| James Michael McAdoo      | 13 juillet     | Warriors de Golden State                                                | Warriors de Golden State                                       | [ 162 ] |
| Willie Reed               | 13 juillet     | Nets de Brooklyn                                                        | Heat de Miami                                                  | [ 163 ] |
| Sergio Rodríguez          | 13 juillet     | Real Madrid (Espagne)                                                   | 76ers de Philadelphie                                          | [ 159 ] |
| Luis Scola                | 13 juillet     | Raptors de Toronto                                                      | Nets de Brooklyn                                               | [ 164 ] |
| Greivis Vásquez           | 13 juillet     | Bucks de Milwaukee                                                      | Nets de Brooklyn                                               | [ 164 ] |
| Ryan Arcidiacono          | 14 juillet     | Wildcats de Villanova (Non drafté lors de la Draft 2016)                | Spurs de San Antonio                                           | [ 165 ] |
| Anthony Bennett           | 14 juillet     | Raptors de Toronto                                                      | Nets de Brooklyn                                               | [ 166 ] |
| Mike Conley, Jr.          | 14 juillet     | Grizzlies de Memphis                                                    | Grizzlies de Memphis                                           | [ 167 ] |
| Dewayne Dedmon            | 14 juillet     | Magic d'Orlando                                                         | Spurs de San Antonio                                           | [ 168 ] |
| DeMar DeRozan*            | 14 juillet     | Raptors de Toronto                                                      | Raptors de Toronto                                             | [ 169 ] |
| Bryn Forbes               | 14 juillet     | Spartans de Michigan State (Non drafté lors de la Draft 2016)           | Spurs de San Antonio                                           | [ 170 ] |
| Pau Gasol*                | 14 juillet     | Bulls de Chicago                                                        | Spurs de San Antonio                                           | [ 171 ] |
| Manu Ginóbili             | 14 juillet     | Spurs de San Antonio                                                    | Spurs de San Antonio                                           | [ 172 ] |
| Maurice Ndour             | 14 juillet     | Real Madrid (Espagne)                                                   | Knicks de New York                                             | [ 173 ] |
| Jared Sullinger           | 14 juillet     | Celtics de Boston                                                       | Raptors de Toronto                                             | [ 174 ] |
| Saša Vujačić              | 14 juillet     | Knicks de New York                                                      | Knicks de New York                                             | [ 175 ] |
| Christian Wood            | 14 juillet     | 76ers de Philadelphie                                                   | Hornets de Charlotte                                           | [ 176 ] |
| Nicolás Brussino          | 15 juillet     | Peñarol Mar del Plata (Argentine)                                       | Mavericks de Dallas                                            | [ 177 ] |
| Seth Curry*               | 15 juillet     | Kings de Sacramento                                                     | Mavericks de Dallas                                            | [ 178 ] |
| Malcolm Delaney           | 15 juillet     | Lokomotiv Kouban-Krasnodar (Russie)                                     | Hawks d'Atlanta                                                | [ 179 ] |
| Andre Drummond (RFA)      | 15 juillet     | Pistons de Détroit                                                      | Pistons de Détroit                                             | [ 180 ] |
| Randy Foye                | 15 juillet     | Thunder d'Oklahoma City                                                 | Nets de Brooklyn                                               | [ 181 ] |
| Jonathan Gibson           | 15 juillet     | Qingdao DoubleStar (Chine)                                              | Mavericks de Dallas                                            | [ 182 ] |
| Kris Humphries            | 15 juillet     | Hawks d'Atlanta                                                         | Hawks d'Atlanta                                                | [ 179 ] |
| Jarrett Jack              | 15 juillet     | Nets de Brooklyn (Libéré le 30 juin)                                    | Hawks d'Atlanta                                                | [ 179 ] |
| Lamar Patterson           | 15 juillet     | Hawks d'Atlanta (Libéré le 13 juillet)                                  | Kings de Sacramento (claimed off waivers)                      | [ 183 ] |
| Dwyane Wade               | 15 juillet     | Heat de Miami                                                           | Bulls de Chicago                                               | [ 184 ] |
| Okaro White               | 15 juillet     | Aris Salonique (Grèce)                                                  | Heat de Miami                                                  | [ 185 ] |
| Chris Andersen            | 16 juillet     | Grizzlies de Memphis                                                    | Cavaliers de Cleveland                                         | [ 186 ] |
| Anderson Varejão          | 17 juillet     | Warriors de Golden State                                                | Warriors de Golden State                                       | [ 187 ] |
| Miles Plumlee (RFA)       | 18 juillet     | Bucks de Milwaukee                                                      | Bucks de Milwaukee                                             | [ 188 ] |
| Fred VanVleet             | 18 juillet     | Shockers de Wichita State (Non drafté lors de la Draft 2016)            | Raptors de Toronto                                             | [ 189 ] |
| Brandon Bass*             | 19 juillet     | Lakers de Los Angeles                                                   | Clippers de Los Angeles                                        | [ 190 ] |
| Leandro Barbosa           | 19 juillet     | Warriors de Golden State                                                | Suns de Phoenix                                                | [ 191 ] |
| Joe Harris                | 19 juillet     | Cavaliers de Cleveland                                                  | Nets de Brooklyn                                               | [ 192 ] |
| Quincy Acy                | 20 juillet     | Kings de Sacramento                                                     | Mavericks de Dallas                                            | [ 193 ] |
| Isaiah Canaan (RFA)       | 20 juillet     | 76ers de Philadelphie                                                   | Bulls de Chicago                                               | [ 194 ] |
| Jordan Hill               | 20 juillet     | Pacers de l'Indiana                                                     | Timberwolves du Minnesota                                      | [ 195 ] |
| Nenê                      | 20 juillet     | Wizards de Washington                                                   | Rockets de Houston                                             | [ 196 ] |
| Aaron Brooks              | 21 juillet     | Bulls de Chicago                                                        | Pacers de l'Indiana                                            | [ 197 ] |
| Kyle Collinsworth         | 21 juillet     | Cougars de BYU (Non drafté lors de la Draft 2016)                       | Mavericks de Dallas                                            | [ 198 ] |
| Langston Galloway         | 21 juillet     | Knicks de New York                                                      | Pelicans de La Nouvelle-Orléans                                | [ 199 ] |
| Solomon Hill              | 21 juillet     | Pacers de l'Indiana                                                     | Pelicans de La Nouvelle-Orléans                                | [ 199 ] |
| E'Twaun Moore             | 21 juillet     | Bulls de Chicago                                                        | Pelicans de La Nouvelle-Orléans                                | [ 199 ] |
| Mike Miller               | 21 juillet     | Nuggets de Denver                                                       | Nuggets de Denver                                              | [ 200 ] |
| Chris Andersen            | 22 juillet     | Grizzlies de Memphis                                                    | Cavaliers de Cleveland                                         | [ 201 ] |
| Bradley Beal (RFA)        | 22 juillet     | Wizards de Washington                                                   | Wizards de Washington                                          | [ 202 ] |
| Tarik Black (RFA)         | 22 juillet     | Lakers de Los Angeles                                                   | Lakers de Los Angeles                                          | [ 203 ] |
| Alonzo Gee*               | 22 juillet     | Pelicans de La Nouvelle-Orléans                                         | Pelicans de La Nouvelle-Orléans                                | [ 204 ] |
| Raymond Felton            | 25 juillet     | Mavericks de Dallas                                                     | Clippers de Los Angeles                                        | [ 205 ] |
| Tim Quarterman            | 25 juillet     | Tigers de LSU (Non drafté lors de la Draft 2016)                        | Trail Blazers de Portland                                      | [ 206 ] |
| Mike Tobey                | 25 juillet     | Cavaliers de la Virginie (Non drafté lors de la Draft 2016)             | Hornets de Charlotte                                           | [ 207 ] |
| Dion Waiters              | 25 juillet     | Thunder d'Oklahoma City                                                 | Heat de Miami                                                  | [ 208 ] |
| Bradley Beal (RFA)        | 26 juillet     | Wizards de Washington                                                   | Wizards de Washington                                          | [ 209 ] |
| Matt Costello             | 26 juillet     | Spartans de Michigan State (Non drafté lors de la Draft 2016)           | Hawks d'Atlanta                                                | [ 210 ] |
| Ray McCallum, Jr.         | 26 juillet     | Grizzlies de Memphis (Contrat de 10 jours)                              | Pistons de Détroit                                             | [ 211 ] |
| Amar'e Stoudemire         | 26 juillet     | Heat de Miami                                                           | Knicks de New York                                             | [ 7 ]   |
| Gerald Green              | 27 juillet     | Heat de Miami                                                           | Celtics de Boston                                              | [ 212 ] |
| Maurice Harkless (RFA)    | 27 juillet     | Trail Blazers de Portland                                               | Trail Blazers de Portland                                      | [ 213 ] |
| Dirk Nowitzki             | 27 juillet     | Mavericks de Dallas                                                     | Mavericks de Dallas                                            | [ 214 ] |
| Brandon Paul              | 27 juillet     | Joventut Badalona (Grèce)                                               | 76ers de Philadelphie                                          | [ 215 ] |
| Tyler Zeller (RFA)        | 27 juillet     | Celtics de Boston                                                       | Celtics de Boston                                              | [ 212 ] |
| Richard Jefferson         | 28 juillet     | Cavaliers de Cleveland                                                  | Cavaliers de Cleveland                                         | [ 216 ] |
| Pablo Prigioni            | 29 juillet     | Clippers de Los Angeles                                                 | Rockets de Houston                                             | [ 217 ] |
| Patricio Garino           | 29 juillet     | Colonials de George Washington (Non drafté lors de la Draft 2016)       | Spurs de San Antonio                                           | [ 218 ] |
| Ron Baker                 | 1er août       | Shockers de Wichita State (Non drafté lors de la Draft 2016)            | Knicks de New York                                             | [ 219 ] |
| J. P. Tokoto              | 1er août       | Blue d'Oklahoma City (D-League)                                         | Knicks de New York                                             | [ 220 ] |
| Alan Anderson             | 2 août         | Wizards de Washington                                                   | Clippers de Los Angeles                                        | [ 221 ] |
| David Lee                 | 2 août         | Mavericks de Dallas                                                     | Spurs de San Antonio                                           | [ 222 ] |
| DeAndre Liggins           | 2 août         | Skyforce de Sioux Falls (D-League)                                      | Cavaliers de Cleveland                                         | [ 221 ] |
| Chasson Randle            | 3 août         | ČEZ Basketball Nymburk (République tchèque)                             | Knicks de New York                                             | [ 223 ] |
| Marcelinho Huertas        | 5 août         | Lakers de Los Angeles                                                   | Lakers de Los Angeles                                          | [ 224 ] |
| Wayne Selden Jr.          | 8 août         | Jayhawks du Kansas (Non drafté lors de la Draft 2016)                   | Grizzlies de Memphis                                           | [ 225 ] |
| D. J. Stephens            | 8 août         | Energy de l'Iowa (D-League)                                             | Grizzlies de Memphis                                           | [ 225 ] |
| Troy Williams             | 8 août         | Hoosiers de l'Indiana (Non drafté lors de la Draft 2016)                | Grizzlies de Memphis                                           | [ 225 ] |
| Tony Wroten               | 8 août         | Grizzlies de Memphis (Précédemment libéré le 11 juillet)                | Grizzlies de Memphis (Précédemment libéré le 11 juillet)       | [ 225 ] |
| Shawn Dawson              | 10 août        | Maccabi Rishon LeZion (Israël)                                          | Pelicans de La Nouvelle-Orléans                                | [ 226 ] |
| Yanick Moreira            | 10 août        | UCAM Murcia (Espagne)                                                   | Raptors de Toronto                                             | [ 227 ] |
| Elliot Williams           | 10 août        | Panathinaïkos (Grèce)                                                   | Warriors de Golden State                                       | [ 228 ] |
| LeBron James              | 12 août        | Cavaliers de Cleveland                                                  | Cavaliers de Cleveland                                         | [ 229 ] |
| Chris Copeland            | 13 août        | Bucks de Milwaukee                                                      | Pelicans de La Nouvelle-Orléans                                | [ 230 ] |
| Ronnie Price              | 13 août        | Suns de Phoenix                                                         | Thunder d'Oklahoma City                                        | [ 231 ] |
| Robert Sacre              | 13 août        | Lakers de Los Angeles                                                   | Pelicans de La Nouvelle-Orléans                                | [ 230 ] |
| Grant Jerrett             | 15 août        | Jazz de l'Utah                                                          | Trail Blazers de Portland                                      | [ 232 ] |
| D. J. Kennedy             | 16 août        | Ienisseï Krasnoïarsk (Russie)                                           | Nuggets de Denver                                              | [ 233 ] |
| Yi Jianlian               | 16 août        | Guangdong Southern Tigers (Chine)                                       | Lakers de Los Angeles                                          | [ 234 ] |
| Marcus Georges-Hunt       | 17 août        | Yellow Jackets de Georgia Tech (NCAA) (Non drafté en 2016)              | Celtics de Boston                                              | [ 235 ] |
| Beno Udrih                | 17 août        | Heat de Miami                                                           | Heat de Miami                                                  | [ 236 ] |
| Toure' Murry              | 22 août        | Skyforce de Sioux Falls (D-League)                                      | Timberwolves du Minnesota                                      | [ 237 ] |
| Jason Terry               | 22 août        | Rockets de Houston                                                      | Bucks de Milwaukee                                             | [ 238 ] |
| Tarik Black               | 23 août        | Lakers de Los Angeles                                                   | Lakers de Los Angeles                                          | [ 239 ] |
| John Lucas III            | 24 août        | Piratas de Quebradillas (Porto Rico)                                    | Timberwolves du Minnesota                                      | [ 237 ] |
| Julyan Stone              | 26 août        | Royal Halı Gaziantep (Turquie)                                          | Pacers de l'Indiana                                            | [ 240 ] |
| Zach Auguste              | 29 août        | Fighting Irish de Notre Dame (NCAA) (Non drafté en 2016)                | Lakers de Los Angeles                                          | [ 241 ] |
| Steve Novak               | 29 août        | Bucks de Milwaukee                                                      | Bucks de Milwaukee                                             | [ 242 ] |
| Alex Poythress            | 29 août        | Wildcats du Kentucky (NCAA) (Non drafté en 2016)                        | Pacers de l'Indiana                                            | [ 240 ] |
| Ty Lawson                 | 30 août        | Pacers de l'Indiana                                                     | Kings de Sacramento                                            | [ 243 ] |
| Anthony Barber            | 31 août        | Wolfpack de North Carolina State (NCAA) (Non drafté en 2016)            | 76ers de Philadelphie                                          | [ 244 ] |
| Julian Jacobs             | 1er septembre  | Trojans d'USC (NCAA) (Non drafté en 2016)                               | Lakers de Los Angeles                                          | [ 245 ] |
| Travis Wear               | 1er septembre  | RETAbet.es GBC (Espagne)                                                | Lakers de Los Angeles                                          | [ 245 ] |
| Vincent Hunter            | 16 septembre   | Panathinaïkos (Grèce)                                                   | Bulls de Chicago                                               | [ 246 ] |
| Quinn Cook                | 24 septembre   | Charge de Canton (D-League)                                             | Pelicans de La Nouvelle-Orléans                                | [ 247 ] |
| P. J. Hairston            | 30 septembre   | Grizzlies de Memphis                                                    | Rockets de Houston                                             | [ 248 ] |
| Vincent Hunter            | 9 octobre      | Bulls de Chicago                                                        | Grizzlies de Memphis                                           | [ 249 ] |
| Damien Inglis             | 11 octobre     | Bucks de Milwaukee                                                      | Knicks de New York                                             | [ 250 ] |
| J.R. Smith                | 15 octobre     | Cavaliers de Cleveland                                                  | Cavaliers de Cleveland                                         | [ 251 ] |
| Ben Bentil                | 24 octobre     | Boston Celtics (libéré le 21 octobre)                                   | Indiana Pacers                                                 | [ 252 ] |
| Dionte Christmas          | 24 octobre     | Torku Konyaspor (Turquie)                                               | Philadelphia 76ers                                             | [ 253 ] |
| Beno Udrih                | 24 octobre     | Miami Heat (libéré le 22 octobre)                                       | Detroit Pistons                                                | [ 254 ] |
| R. J. Hunter              | 27 octobre     | Boston Celtics (libéré le 24 octobre)                                   | Chicago Bulls                                                  | [ 255 ] |
| Ryan Kelly                | 31 octobre     | Boston Celtics (libéré le 22 octobre)                                   | Atlanta Hawks                                                  | [ 256 ] |
| Jordan Farmar             | 2 novembre     | Sacramento Kings (libéré le 24 octobre)                                 | Sacramento Kings (libéré le 24 octobre)                        | [ 257 ] |
| Archie Goodwin            | 7 novembre     | Phoenix Suns (libéré le 24 octobre)                                     | New Orleans Pelicans                                           | [ 258 ] |
| Yogi Ferrell              | 9 novembre     | Long Island Nets (D-League)                                             | Brooklyn Nets                                                  | [ 259 ] |
| Alonzo Gee                | 16 novembre    | New Orleans Pelicans (libéré le 24 octobre)                             | Denver Nuggets                                                 | [ 260 ] |
| Jonathan Gibson           | 18 novembre    | Dallas Mavericks (libéré le 22 octobre)                                 | Dallas Mavericks (libéré le 22 octobre)                        | [ 261 ] |
| Anthony Brown             | 21 novembre    | Erie BayHawks (D-League)                                                | New Orleans Pelicans                                           | [ 262 ] |
| Toney Douglas             | 5 décembre     | Cleveland Cavaliers (waived on October 15)                              | Memphis Grizzlies                                              | [ 263 ] |
| Spencer Dinwiddie         | 8 décembre     | Windy City Bulls (D-League)                                             | Brooklyn Nets                                                  | [ 264 ] |
| Reggie Williams           | 10 décembre    | Oklahoma City Blue (D-League)                                           | New Orleans Pelicans                                           | [ 265 ] |
| Bobby Brown               | 16 décembre    | Houston Rockets (libéré le 5 décembre)                                  | Houston Rockets (libéré le 5 décembre)                         | [ 266 ] |
| Pierre Jackson            | 27 décembre    | Texas Legends (D-League)                                                | Dallas Mavericks                                               | [ 267 ] |
| Donatas Motiejūnas        | 3 janvier      | Houston Rockets                                                         | New Orleans Pelicans                                           | [ 268 ] |
| Alonzo Gee                | 8 janvier      | Denver Nuggets (contrat de 10 jours / libéré le 6 janvier)              | Denver Nuggets (contrat de 10 jours / libéré le 6 janvier)     | [ 269 ] |
| Quincy Acy                | 10 janvier     | Texas Legends (D-League)                                                | Brooklyn Nets (contrat de 10 jours)                            | [ 270 ] |
| Chasson Randle            | 10 janvier     | Westchester Knicks (D-League)                                           | Philadelphia 76ers (contrat de 10 jours)                       | [ 271 ] |
| Pierre Jackson            | 15 janvier     | Texas Legends (D-League)                                                | Dallas Mavericks (contrat de 10 jours)                         | [ 272 ] |
| Okaro White               | 17 janvier     | Sioux Falls Skyforce (D-League)                                         | Miami Heat (contrat de 10 jours)                               | [ 273 ] |
| Gary Neal                 | 18 janvier     | Texas Legends (D-League)                                                | Atlanta Hawks (contrat de 10 jours)                            | [ 274 ] |
| Quincy Acy                | 20 janvier     | Brooklyn Nets (second contrat de 10 jours)                              | Brooklyn Nets (second contrat de 10 jours)                     | [ 275 ] |
| Chasson Randle            | 20 janvier     | Philadelphia 76ers (second contrat de 10 jours)                         | Philadelphia 76ers (second contrat de 10 jours)                | [ 276 ] |
| Mo Williams               | 20 janvier     | Denver Nuggets (libéré le 18 janvier)                                   | Philadelphia 76ers                                             | [ 277 ] |
| Anthony Brown             | 22 janvier     | Erie BayHawks (D-League)                                                | Orlando Magic (contrat de 10 jours)                            | [ 278 ] |
| Joel Anthony              | 23 janvier     | San Antonio Spurs (contrat de 10 jours / libéré le 22 octobre)          | San Antonio Spurs (contrat de 10 jours / libéré le 22 octobre) | [ 279 ] |
| Mo Williams               | 23 janvier     | Philadelphia 76ers (libéré le 21 janvier)                               | Denver Nuggets                                                 | [ 221 ] |
| Pierre Jackson            | 25 janvier     | Dallas Mavericks (second contrat de 10 jours)                           | Dallas Mavericks (second contrat de 10 jours)                  | [ 280 ] |
| Johnny O'Bryant III       | 26 janvier     | Northern Arizona Suns (D-League)                                        | Denver Nuggets (contrat de 10 jours)                           | [ 281 ] |
| Ronnie Price              | 27 janvier     | Oklahoma City Thunder (libéré le 24 octobre)                            | Phoenix Suns (contrat de 10 jours)                             | [ 282 ] |
| Okaro White               | 27 janvier     | Miami Heat (second contrat de 10 jours)                                 | Miami Heat (second contrat de 10 jours)                        | [ 283 ] |
| Yogi Ferrell              | 28 janvier     | Long Island Nets (D-League)                                             | Dallas Mavericks (contrat de 10 jours)                         | [ 284 ] |
| Lamar Patterson           | 29 janvier     | Reno Bighorns (D-League)                                                | Atlanta Hawks (contrat de 10 jours)                            | [ 285 ] |
| Quincy Acy                | 30 janvier     | Brooklyn Nets                                                           | Brooklyn Nets                                                  | [ 286 ] |
| Toney Douglas             | 30 janvier     | Memphis Grizzlies (contrat de 10 jours/ libéré le 15 décembre)          | Memphis Grizzlies (contrat de 10 jours/ libéré le 15 décembre) | [ 287 ] |
| Chasson Randle            | 30 janvier     | Philadelphia 76ers                                                      | Philadelphia 76ers                                             | [ 288 ] |
| Joel Anthony              | 2 février      | San Antonio Spurs (second contrat de 10 jours)                          | San Antonio Spurs (second contrat de 10 jours)                 | [ 289 ] |
| Ray McCallum, Jr.         | 3 février      | Grand Rapids Drive (D-League)                                           | Charlotte Hornets (contrat de 10 jours)                        | [ 290 ] |
| Mike Tobey                | 3 février      | Greensboro Swarm (D-League)                                             | Charlotte Hornets (contrat de 10 jours)                        | [ 291 ] |
| Briante Weber             | 4 février      | Sioux Falls Skyforce (D-League)                                         | Golden State Warriors (contrat de 10 jours)                    | [ 292 ] |
| Johnny O'Bryant III       | 6 février      | Denver Nuggets (second contrat de 10 jours)                             | Denver Nuggets (second contrat de 10 jours)                    | [ 293 ] |
| Ronnie Price              | 6 février      | Phoenix Suns (second contrat de 10 jours)                               | Phoenix Suns (second contrat de 10 jours)                      | [ 294 ] |
| Okaro White               | 6 février      | Miami Heat                                                              | Miami Heat                                                     | [ 295 ] |
| Yogi Ferrell              | 7 février      | Dallas Mavericks                                                        | Dallas Mavericks                                               | [ 296 ] |
| Lamar Patterson           | 8 février      | Atlanta Hawks (second contrat de 10 jours)                              | Atlanta Hawks (second contrat de 10 jours)                     | [ 297 ] |
| Marcus Georges-Hunt       | 8 février      | Maine Red Claws (D-League)                                              | Miami Heat (contrat de 10 jours)                               | [ 298 ] |
| Lance Stephenson          | 8 février      | New Orleans Pelicans (libéré le 7 novembre)                             | Minnesota Timberwolves (contrat de 10 jours)                   | [ 299 ] |
| Toney Douglas             | 9 février      | Memphis Grizzlies (second contrat de 10 jours)                          | Memphis Grizzlies (second contrat de 10 jours)                 | [ 300 ] |
| Derrick Williams          | 9 février      | Miami Heat (libéré le 6 février)                                        | Cleveland Cavaliers (contrat de 10 jours)                      | [ 301 ] |
| Joel Anthony              | 12 février     | San Antonio Spurs                                                       | San Antonio Spurs                                              | [ 302 ] |
| Ray McCallum, Jr.         | 13 février     | Charlotte Hornets (second contrat de 10 jours)                          | Charlotte Hornets (second contrat de 10 jours)                 | [ 303 ] |
| Mike Tobey                | 13 février     | Charlotte Hornets (second contrat de 10 jours)                          | Charlotte Hornets (second contrat de 10 jours)                 | [ 304 ] |
| Briante Weber             | 14 février     | Golden State Warriors (second contrat de 10 jours)                      | Golden State Warriors (second contrat de 10 jours)             | [ 305 ] |
| Derrick Williams          | 22 février     | Cleveland Cavaliers (second contrat de 10 jours)                        | Cleveland Cavaliers (second contrat de 10 jours)               | [ 306 ] |
| Toney Douglas             | 23 février     | Memphis Grizzlies                                                       | Memphis Grizzlies                                              | [ 307 ] |
| Hollis Thompson           | 23 février     | Austin Spurs (D-League)                                                 | New Orleans Pelicans (contrat de 10 jours)                     | [ 308 ] |
| Jarrett Jack              | 24 février     | Atlanta Hawks (libéré le 20 octobre)                                    | New Orleans Pelicans (contrat de 10 jours)                     | [ 309 ] |
| Ryan Kelly                | 24 février     | Maine Red Claws (D-League)                                              | Atlanta Hawks                                                  | [ 310 ] |
| Johnny O'Bryant III       | 24 février     | Northern Arizona Suns (D-League)                                        | Charlotte Hornets (contrat de 10 jours)                        | [ 311 ] |
| Lamar Patterson           | 24 février     | Reno Bighorns (D-League)                                                | Atlanta Hawks                                                  | [ 310 ] |
| Ronnie Price              | 24 février     | Phoenix Suns                                                            | Phoenix Suns                                                   | [ 312 ] |
| Axel Toupane              | 25 février     | Raptors 905 (D-League)                                                  | Milwaukee Bucks (contrat de 10 jours)                          | [ 313 ] |
| Reggie Williams           | 25 février     | Oklahoma City Blue (D-League)                                           | New Orleans Pelicans (contrat de 10 jours)                     | [ 314 ] |
| Ben Bentil                | 26 février     | Fort Wayne Mad Ants (D-League)                                          | Dallas Mavericks (contrat de 10 jours)                         | [ 315 ] |
| Quinn Cook                | 26 février     | Canton Charge (D-League)                                                | Dallas Mavericks (contrat de 10 jours)                         | [ 316 ] |
| Chasson Randle            | 27 février     | Philadelphia 76ers (libéré le 24 février)                               | New York Knicks                                                | [ 317 ] |
| Isaiah Taylor             | 27 février     | Rio Grande Valley Vipers (D-League)                                     | Houston Rockets                                                | [ 318 ] |
| Briante Weber             | 27 février     | Golden State Warriors                                                   | Charlotte Hornets (contrat de 10 jours)                        | [ 319 ] |
| Deron Williams            | 27 février     | Dallas Mavericks (libéré le 23 février)                                 | Cleveland Cavaliers                                            | [ 320 ] |
| David Nwaba               | 28 février     | Los Angeles D-Fenders (D-League)                                        | Los Angeles Lakers (contrat de 10 jours)                       | [ 321 ] |
| José Calderón             | 1er mars       | Los Angeles Lakers (libéré le 27 février)                               | Golden State Warriors                                          | [ 322 ] |
| Norris Cole               | 1er mars       | Shandong Golden Stars (Chine)                                           | Oklahoma City Thunder                                          | [ 323 ] |
| Brandon Jennings          | 1er mars       | New York Knicks (libéré le 27 février)                                  | Washington Wizards                                             | [ 324 ] |
| Matt Barnes               | 2 mars         | Sacramento Kings (libéré le 20 février)                                 | Golden State Warriors                                          | [ 325 ] |
| Andrew Bogut              | 2 mars         | Philadelphia 76ers (libéré le 27 février)                               | Cleveland Cavaliers                                            | [ 326 ] |
| Justin Harper             | 3 mars         | Los Angeles D-Fenders (D-League)                                        | Philadelphia 76ers (contrat de 10 jours)                       | [ 327 ] |
| José Calderón             | 4 mars         | Golden State Warriors (libéré le 1er mars)                              | Atlanta Hawks                                                  | [ 328 ] |
| Terrence Jones            | 4 mars         | New Orleans Pelicans (libéré le 23 février)                             | Milwaukee Bucks                                                | [ 329 ] |
| Derrick Williams          | 4 mars         | Cleveland Cavaliers                                                     | Cleveland Cavaliers                                            | [ 330 ] |
| Hollis Thompson           | 5 mars         | New Orleans Pelicans (second contrat de 10 jours)                       | New Orleans Pelicans (second contrat de 10 jours)              | [ 331 ] |
| Jordan Crawford           | 6 mars         | Grand Rapids Drive (D-League)                                           | New Orleans Pelicans (contrat de 10 jours)                     | [ 332 ] |
| Shawn Long                | 6 mars         | Delaware 87ers (D-League)                                               | Philadelphia 76ers (contrat de 10 jours)                       | [ 333 ] |
| Johnny O'Bryant III       | 6 mars         | Charlotte Hornets (second contrat de 10 jours)                          | Charlotte Hornets (second contrat de 10 jours)                 | [ 334 ] |
| Wayne Selden Jr.          | 8 mars         | Iowa Energy (D-League)                                                  | New Orleans Pelicans (contrat de 10 jours)                     | [ 335 ] |
| Lance Stephenson          | 8 mars         | Minnesota Timberwolves (second contrat de 10 jours)                     | Minnesota Timberwolves (second contrat de 10 jours)            | [ 336 ] |
| Manny Harris              | 9 mars         | Texas Legends (D-League)                                                | Dallas Mavericks (contrat de 10 jours)                         | [ 337 ] |
| Jarrod Uthoff             | 9 mars         | Fort Wayne Mad Ants (D-League)                                          | Dallas Mavericks (contrat de 10 jours)                         | [ 337 ] |
| Briante Weber             | 9 mars         | Charlotte Hornets (second contrat de 10 jours)                          | Charlotte Hornets (second contrat de 10 jours)                 | [ 338 ] |
| Troy Williams             | 10 mars        | Rio Grande Valley Vipers (D-League)                                     | Houston Rockets (contrat de 10 jours)                          | [ 339 ] |
| David Nwaba               | 11 mars        | Los Angeles Lakers (second contrat de 10 jours)                         | Los Angeles Lakers (second contrat de 10 jours)                | [ 340 ] |
| Larry Sanders             | 13 mars        | Milwaukee Bucks (libéré le 21 février 2015)                             | Cleveland Cavaliers                                            | [ 341 ] |
| Archie Goodwin            | 15 mars        | Greensboro Swarm (D-League)                                             | Brooklyn Nets (contrat de 10 jours)                            | [ 342 ] |
| Jordan Crawford           | 16 mars        | New Orleans Pelicans                                                    | New Orleans Pelicans                                           | [ 343 ] |
| Shawn Long                | 16 mars        | Philadelphia 76ers                                                      | Philadelphia 76ers                                             | [ 344 ] |
| Johnny O'Bryant III       | 16 mars        | Charlotte Hornets                                                       | Charlotte Hornets                                              | [ 345 ] |
| Wayne Selden Jr.          | 18 mars        | New Orleans Pelicans                                                    | Memphis Grizzlies                                              | [ 346 ] |
| Quinn Cook                | 19 mars        | Dallas Mavericks                                                        | New Orleans Pelicans (contrat de 10 jours)                     | [ 347 ] |
| Jarell Eddie              | 19 mars        | Windy City Bulls (D-League)                                             | Phoenix Suns (contrat de 10 jours)                             | [ 348 ] |
| Manny Harris              | 19 mars        | Dallas Mavericks (second contrat de 10 jours)                           | Dallas Mavericks (second contrat de 10 jours)                  | [ 349 ] |
| Jarrod Uthoff             | 19 mars        | Dallas Mavericks (second contrat de 10 jours)                           | Dallas Mavericks (second contrat de 10 jours)                  | [ 350 ] |
| Briante Weber             | 19 mars        | Charlotte Hornets                                                       | Charlotte Hornets                                              | [ 351 ] |
| Troy Williams             | 20 mars        | Houston Rockets                                                         | Houston Rockets                                                | [ 352 ] |
| Omri Casspi               | 20 mars        | New Orleans Pelicans (libéré le 25 février)                             | Minnesota Timberwolves                                         | [ 353 ] |
| David Nwaba               | 21 mars        | Los Angeles Lakers                                                      | Los Angeles Lakers                                             | [ 354 ] |
| Archie Goodwin            | 25 mars        | Brooklyn Nets (second contrat de 10 jours)                              | Brooklyn Nets (second contrat de 10 jours)                     | [ 355 ] |
| Quinn Cook                | 29 mars        | New Orleans Pelicans (second contrat de 10 jours)                       | New Orleans Pelicans (second contrat de 10 jours)              | [ 356 ] |
| Jarell Eddie              | 29 mars        | Phoenix Suns (second contrat de 10 jours)                               | Phoenix Suns (second contrat de 10 jours)                      | [ 357 ] |
| Jarrod Uthoff             | 29 mars        | Dallas Mavericks                                                        | Dallas Mavericks                                               | [ 358 ] |
| Lance Stephenson          | 30 mars        | Minnesota Timberwolves                                                  | Indiana Pacers                                                 | [ 359 ] |
| Cliff Alexander           | 2 avril        | Long Island Nets (D-League)                                             | Brooklyn Nets (contrat de 10 jours)                            | [ 221 ] |
| Alex Poythress            | 2 avril        | Fort Wayne Mad Ants (D-League)                                          | Philadelphia 76ers (contrat de 10 jours)                       | [ 360 ] |
| Gary Payton II            | 2 avril        | Rio Grande Valley Vipers (D-League)                                     | Milwaukee Bucks                                                | [ 361 ] |
| Patricio Garino           | 3 avril        | Austin Spurs (D-League)                                                 | Orlando Magic                                                  | [ 362 ] |
| Marcus Georges-Hunt       | 3 avril        | Maine Red Claws (D-League)                                              | Orlando Magic                                                  | [ 362 ] |
| Prince Ibeh (en)          | 3 avril        | Long Island Nets (D-League)                                             | Brooklyn Nets (contrat de 10 jours)                            | [ 221 ] |
| Archie Goodwin            | 4 avril        | Brooklyn Nets                                                           | Brooklyn Nets                                                  | [ 363 ] |
| Quinn Cook                | 8 avril        | New Orleans Pelicans                                                    | New Orleans Pelicans                                           | [ 364 ] |
| Elijah Millsap            | 9 avril        | Northern Arizona Suns (D-League)                                        | Phoenix Suns                                                   | [ 365 ] |
| Axel Toupane              | 10 avril       | Raptors 905 (D-League)                                                  | New Orleans Pelicans                                           | [ 366 ] |
| DeAndre Liggins           | 11 avril       | Cleveland Cavaliers (libéré le 9 avril)                                 | Dallas Mavericks                                               | [ 367 ] |
| Alex Poythress            | 11 avril       | Philadelphia 76ers                                                      | Philadelphia 76ers                                             | [ 368 ] |
| Dahntay Jones             | 12 avril       | Cleveland Cavaliers (libéré le 24 octobre 2016)                         | Cleveland Cavaliers (libéré le 24 octobre 2016)                | [ 369 ] |
| Walter Tavares            | 12 avril       | Raptors 905 (D-League)                                                  | Cleveland Cavaliers                                            | [ 369 ] |

- Note: * : option du joueur - ** : option de l'équipe - *** : option terminale - RFA : Agent libre restreint

### Joueurs libérés
| Date         | Joueur               | Franchise                       | Ref     |
| ------------ | -------------------- | ------------------------------- | ------- |
| 22 juin      | Tony Wroten          | Knicks de New York              | [ 370 ] |
| 29 juin      | Damien Inglis        | Bucks de Milwaukee              | [ 371 ] |
| 29 juin      | Johnny O'Bryant III  | Bucks de Milwaukee              | [ 371 ] |
| 30 juin      | Jarrett Jack         | Nets de Brooklyn                | [ 372 ] |
| 30 juin      | Greg Smith           | Timberwolves du Minnesota       | [ 373 ] |
| 4 juillet    | Caron Butler         | Kings de Sacramento             | [ 221 ] |
| 4 juillet    | Duje Dukan           | Kings de Sacramento             | [ 221 ] |
| 7 juillet    | Spencer Dinwiddie    | Bulls de Chicago                | [ 221 ] |
| 7 juillet    | Drew Gooden          | Wizards de Washington           | [ 221 ] |
| 8 juillet    | Cliff Alexander      | Trail Blazers de Portland       | [ 374 ] |
| 8 juillet    | JaVale McGee         | Mavericks de Dallas             | [ 375 ] |
| 9 juillet    | Joel Anthony         | Pistons de Détroit              | [ 221 ] |
| 9 juillet    | Cameron Bairstow     | Pistons de Détroit              | [ 221 ] |
| 9 juillet    | Andrew Goudelock     | Rockets de Houston              | [ 221 ] |
| 11 juillet   | Tim Duncan           | Spurs de San Antonio            | [ 221 ] |
| 12 juillet   | Lamar Patterson      | Hawks d'Atlanta                 | [ 221 ] |
| 12 juillet   | Tony Wroten          | Grizzlies de Memphis            | [ 376 ] |
| 13 juillet   | Toney Douglas        | Pelicans de La Nouvelle-Orléans | [ 377 ] |
| 13 juillet   | Lamar Patterson      | Hawks d'Atlanta                 | [ 378 ] |
| 15 juillet   | Roy Devyn Marble     | Clippers de Los Angeles         | [ 72 ]  |
| 17 juillet   | Branden Dawson       | Clippers de Los Angeles         | [ 379 ] |
| 17 juillet   | Sasha Kaun           | 76ers de Philadelphie           | [ 380 ] |
| 26 juillet   | Amar'e Stoudemire    | Knicks de New York              | [ 7 ]   |
| 29 juillet   | Shayne Whittington   | Pacers de l'Indiana             | [ 381 ] |
| 30 juillet   | Dahntay Jones        | Cavaliers de Cleveland          | [ 382 ] |
| 26 août      | Kendall Marshall     | Jazz de l'Utah                  | [ 383 ] |
| 31 août      | John Holland         | Celtics de Boston               | [ 384 ] |
| 31 août      | Carl Landry          | 76ers de Philadelphie           | [ 384 ] |
| 31 août      | Tibor Pleiss         | 76ers de Philadelphie           | [ 384 ] |
| 20 septembre | Xavier Henry         | Bucks de Milwaukee              | [ 385 ] |
| 23 septembre | Kevin Garnett        | Timberwolves du Minnesota       | [ 386 ] |
| 23 octobre   | Elton Brand          | Philadelphia 76ers              | [ 387 ] |
| 31 octobre   | Walter Tavares       | Atlanta Hawks                   | [ 388 ] |
| 7 novembre   | Jordan Farmar        | Sacramento Kings                | [ 389 ] |
| 7 novembre   | Lance Stephenson     | New Orleans Pelicans            | [ 390 ] |
| 9 novembre   | Greivis Vásquez      | Brooklyn Nets                   | [ 391 ] |
| 15 novembre  | Jarnell Stokes       | Denver Nuggets                  | [ 392 ] |
| 18 novembre  | Quincy Acy           | Dallas Mavericks                | [ 261 ] |
| 20 novembre  | Archie Goodwin       | New Orleans Pelicans            | [ 393 ] |
| 5 décembre   | Bobby Brown          | Houston Rockets                 | [ 394 ] |
| 8 décembre   | Yogi Ferrell         | Brooklyn Nets                   | [ 395 ] |
| 9 décembre   | Anthony Brown        | New Orleans Pelicans            | [ 396 ] |
| 15 décembre  | Toney Douglas        | Memphis Grizzlies               | [ 397 ] |
| 27 décembre  | Jonathan Gibson      | Dallas Mavericks                | [ 267 ] |
| 27 décembre  | Nicolás Laprovíttola | San Antonio Spurs               | [ 398 ] |
| 29 décembre  | R. J. Hunter         | Chicago Bulls                   | [ 399 ] |
| 1er janvier  | Reggie Williams      | New Orleans Pelicans            | [ 400 ] |
| 3 janvier    | Aaron Harrison       | Charlotte Hornets               | [ 401 ] |
| 4 janvier    | Hollis Thompson      | Philadelphia 76ers              | [ 402 ] |
| 6 janvier    | Alonzo Gee           | Denver Nuggets                  | [ 403 ] |
| 6 janvier    | Pierre Jackson       | Dallas Mavericks                | [ 404 ] |
| 6 janvier    | John Jenkins         | Phoenix Suns                    | [ 405 ] |
| 6 janvier    | Ryan Kelly           | Atlanta Hawks                   | [ 406 ] |
| 6 janvier    | Arinze Onuaku        | Orlando Magic                   | [ 407 ] |
| 7 janvier    | John Lucas III       | Minnesota Timberwolves          | [ 408 ] |
| 9 janvier    | Anthony Bennett      | Brooklyn Nets                   | [ 409 ] |
| 18 janvier   | Mo Williams          | Denver Nuggets                  | [ 82 ]  |
| 21 janvier   | Mo Williams          | Philadelphia 76ers              | [ 221 ] |
| 24 janvier   | Mo Williams          | Denver Nuggets                  | [ 221 ] |
| 30 janvier   | Troy Williams        | Memphis Grizzlies               | [ 287 ] |
| 2 février    | Steve Novak          | Milwaukee Bucks                 | [ 410 ] |
| 3 février    | Anderson Varejão     | Golden State Warriors           | [ 411 ] |
| 6 février    | Derrick Williams     | Miami Heat                      | [ 295 ] |
| 13 février   | Chris Andersen       | Charlotte Hornets               | [ 412 ] |
| 20 février   | Matt Barnes          | Sacramento Kings                | [ 413 ] |
| 23 février   | Terrence Jones       | New Orleans Pelicans            | [ 414 ] |
| 23 février   | Marcus Thornton      | Brooklyn Nets                   | [ 415 ] |
| 23 février   | Deron Williams       | Dallas Mavericks                | [ 416 ] |
| 24 février   | Chasson Randle       | Philadelphia 76ers              | [ 417 ] |
| 24 février   | Mike Scott           | Phoenix Suns                    | [ 312 ] |
| 24 février   | Jared Sullinger      | Phoenix Suns                    | [ 312 ] |
| 25 février   | Omri Casspi          | New Orleans Pelicans            | [ 418 ] |
| 25 février   | Marcelo Huertas      | Houston Rockets                 | [ 221 ] |
| 26 février   | Lamar Patterson      | Atlanta Hawks                   | [ 419 ] |
| 27 février   | Andrew Bogut         | Philadelphia 76ers              | [ 420 ] |
| 27 février   | José Calderón        | Los Angeles Lakers              | [ 421 ] |
| 27 février   | Brandon Jennings     | New York Knicks                 | [ 422 ] |
| 27 février   | Luis Scola           | Brooklyn Nets                   | [ 423 ] |
| 1er mars     | José Calderón        | Golden State Warriors           | [ 424 ] |
| 1er mars     | Jordan McRae         | Cleveland Cavaliers             | [ 425 ] |
| 2 mars       | Danuel House         | Washington Wizards              | [ 324 ] |
| 13 mars      | Andrew Bogut         | Cleveland Cavaliers             | [ 341 ] |
| 18 mars      | Toney Douglas        | Memphis Grizzlies               | [ 346 ] |
| 29 mars      | Rodney Stuckey       | Indiana Pacers                  | [ 426 ] |
| 1er avril    | Terrence Jones       | Milwaukee Bucks                 | [ 427 ] |
| 3 avril      | C.J. Wilcox          | Orlando Magic                   | [ 362 ] |
| 4 avril      | Cliff Alexander      | Brooklyn Nets                   | [ 221 ] |
| 4 avril      | Prince Ibeh (en)     | Brooklyn Nets                   | [ 221 ] |
| 9 avril      | DeAndre Liggins      | Cleveland Cavaliers             | [ 428 ] |
| 12 avril     | Larry Sanders        | Cleveland Cavaliers             | [ 429 ] |

### Joueurs partis à l'étranger
| * | Joueurs internationaux qui sont retournés dans leur pays. |

| Joueur             | Date de signature | Nouvelle équipe           | Nouveau pays | Équipe NBA                      | Cause départ NBA         | Référence |
| ------------------ | ----------------- | ------------------------- | ------------ | ------------------------------- | ------------------------ | --------- |
| Sonny Weems        | 14 juin           | Maccabi Tel-Aviv          | Israël       | 76ers de Philadelphie           | Agent libre              | [ 430 ]   |
| James Anderson     | 27 juin           | Darüşşafaka Doğuş         | Turquie      | Kings de Sacramento             | Agent libre              | [ 431 ]   |
| Sergueï Karassev*  | 1er juillet       | Zénith Saint-Pétersbourg  | Russie       | Nets de Brooklyn                | Agent libre              | [ 432 ]   |
| Rade Zagorac*      | 2 juillet         | KK Mega Leks              | Russie       | Grizzlies de Memphis            | Non signé après la draft | [ 433 ]   |
| Cameron Bairstow*  | 18 juillet        | Brisbane Bullets          | Australie    | Pistons de Détroit              | Agent libre              | [ 434 ]   |
| Isaïa Cordinier*   | 18 juillet        | Olympique d'Antibes       | France       | Hawks d'Atlanta                 | Non signé après la draft | [ 435 ]   |
| Donald Sloan       | 20 juillet        | Guangdong Southern Tigers | Chine        | Nets de Brooklyn                | Agent libre              | [ 436 ]   |
| Guerschon Yabusele | 21 juillet        | Shanghai Sharks           | Chine        | Celtics de Boston               | Non signé après la draft | [ 437 ]   |
| Andrea Bargnani    | 27 juillet        | Saski Baskonia            | Espagne      | Nets de Brooklyn                | Agent libre              | [ 438 ]   |
| Amar'e Stoudemire  | 1er août          | Hapoël Jérusalem          | Israël       | Knicks de New York              | Agent libre              | [ 439 ]   |
| Andrew Goudelock   | 2 août            | Maccabi Tel-Aviv          | Israël       | Rockets de Houston              | Agent libre              | [ 440 ]   |
| Duje Dukan*        | 3 août            | KK Cedevita               | Croatie      | Kings de Sacramento             | Agent libre              | [ 441 ]   |
| Shayne Whittington | 7 août            | Obradoiro CAB             | Espagne      | Pacers de l'Indiana             | Agent libre              | [ 442 ]   |
| Shane Larkin       | 10 août           | Saski Baskonia            | Espagne      | Nets de Brooklyn                | Agent libre              | [ 443 ]   |
| Roy Devyn Marble   | 10 août           | Aris Salonique            | Grèce        | Clippers de Los Angeles         | Agent libre              | [ 444 ]   |
| J. J. Hickson      | 20 août           | Fujian Sturgeons          | Chine        | Suns de Phoenix                 | Agent libre              | [ 445 ]   |
| Jeff Adrien        | 22 août           | Bnei Herzliya             | Israël       | Pelicans de La Nouvelle-Orléans | Agent libre              | [ 446 ]   |
| Bryce Cotton       | 27 août           | Anadolu Efes              | Turquie      | Grizzlies de Memphis            | Agent libre              | [ 447 ]   |
| DeJuan Blair       | 7 septembre       | Jiangsu Monkey King       | Chine        | Suns de Phoenix                 | Agent libre              | [ 448 ]   |
| Tibor Pleiss       | 12 septembre      | Galatasaray Odeabank      | Turquie      | 76ers de Philadelphie           | Agent libre              | [ 449 ]   |
| Jeff Ayres         | 12 septembre      | CSKA Moscou               | Russie       | Clippers de Los Angeles         | Agent libre              | [ 450 ]   |
| Jason Thompson     | 25 septembre      | Shandong Golden Stars     | Chine        | Raptors de Toronto              | Agent libre              | [ 451 ]   |
| Norris Cole        | 5 octobre         | Shandong Golden Stars     | Chine        | Raptors de Toronto              | Agent libre              | [ 452 ]   |
| Jabari Brown       | 6 octobre         | Jilin Northeast Tigers    | Chine        | Bucks de Milwaukee              | Agent libre              | [ 453 ]   |
| Richard Solomon    | 6 octobre         | Gravelines-Dunkerque      | France       | Hawks d'Atlanta                 | Agent libre              | [ 454 ]   |
| Greg Smith         | 7 octobre         | İstanbul BŞB              | Turquie      | Timberwolves du Minnesota       | Agent libre              | [ 455 ]   |
| Ryan Richards      | 20 octobre        | Karpoš Sokoli             | Macédoine    | Spurs de San Antonio            | Agent libre              | [ 456 ]   |
| Steve Blake        | 7 octobre         | Sydney Kings              | Australie    | Pistons de Détroit              | Agent libre              | [ 457 ]   |
| Nate Wolters       | 7 octobre         | Crvena zvezda             | Serbie       | Nuggets de Denver               | Agent libre              | [ 458 ]   |

### Joueurs non retenus
Tous les joueurs non retenu dans l'équipe après les camps d’entraînements.
| Hawks d'Atlanta                                                                                                  | Celtics de Boston                                                                                       | Nets de Brooklyn                                                                               | Hornets de Charlotte                                                                    | Bulls de Chicago |
| --- | --- | ---------------------------------------------------------------------------------------------- | --------------------------------------------------------------------------------------- | --- |
| - Justin Brownlee - Will Bynum - Matt Costello - Jarrett Jack - Ryan Kelly - Josh Magette - Richard Solomon      | - Ben Bentil - Marcus Georges-Hunt - R. J. Hunter - Jalen Jones - Ryan Kelly - Damion Lee               | - Beau Beech - Chase Budinger - Yogi Ferrell - Jorge Gutiérrez - Egidijus Mockevičius          | - Andrew Andrews - Perry Ellis - Rasheed Sulaimon - Mike Tobey                          | - J. J. Avila - Spencer Dinwiddie - Vincent Hunter - D'Vauntes Smith-Rivera - Thomas Walkup                                                         |
| Cavaliers de Cleveland                                                                                           | Mavericks de Dallas                                                                                     | Nuggets de Denver                                                                              | Pistons de Détroit                                                                      | Warriors de Golden State |
| - Markel Brown - Toney Douglas - John Holland - Jonathan Holmes - Cory Jefferson - Dahntay Jones - Eric Moreland | - Kyle Collinsworth - Jaleel Cousins - Jonathan Gibson - Keith Hornsby - Jameel Warney - C. J. Williams | - Robbie Hummel - D. J. Kennedy - JaKarr Sampson - Axel Toupane - Nate Wolters                 | - Lorenzo Brown - Trey Freeman - Nikola Jovanović - Ray McCallum, Jr. - Mamadou N'Diaye | - Elgin Cook - Cameron Jones - Phil Pressey - Elliot Williams - Scott Wood                                                                          |
| Rockets de Houston                                                                                               | Pacers de l'Indiana                                                                                     | Clippers de Los Angeles                                                                        | Lakers de Los Angeles                                                                   | Grizzlies de Memphis |
| - P. J. Hairston - Le'Bryan Nash - Gary Payton II - Pablo Prigioni - Isaiah Taylor                               | - Ben Bentil - Jeremy Evans - Alex Poythress - Julyan Stone - Nick Zeisloft                             | - Xavier Munford - Dorell Wright                                                               | - Zach Auguste - Anthony Brown - Julian Jacobs - Yi Jianlian - Travis Wear              | - Jordan Adams - Matt Costello - Chris Crawford - Kellen Dunham - Vincent Hunter - JaKarr Sampson - Wayne Selden Jr. - D. J. Stephens - Tony Wroten |
| Heat de Miami | Bucks de Milwaukee                                                                                      | Timberwolves du Minnesota                                                                      | Pelicans de La Nouvelle-Orléans                                                         | Knicks de New York |
| - Keith Benson - Vashil Fernandez - Stefan Janković - Luis Montero - Beno Udrih - Briante Weber - Okaro White    | - Jabari Brown - Orlando Johnson - J. J. O'Brien - Jaleel Roberts                                       | - Rasual Butler - Toure' Murry                                                                 | - Chris Copeland - Quinn Cook - Shawn Dawson - Quincy Ford - Alonzo Gee - Robert Sacre  | - Lou Amundson - Cleanthony Early - Damien Inglis - Chasson Randle - J. P. Tokoto                                                                   |
| Thunder d'Oklahoma City                                                                                          | Magic d'Orlando                                                                                         | 76ers de Philadelphie                                                                          | Suns de Phoenix                                                                         | Trail Blazers de Portland |
| - Alex Caruso - Mitch McGary - Ronnie Price - Kaleb Tarczewski - Reggie Williams - Chris Wright                  | - Cliff Alexander - Branden Dawson - Ramon Galloway - Nick Johnson - Kevin Murphy                       | - Anthony Barber - Elton Brand - Dionte Christmas - Shawn Long - Brandon Paul - James Webb III | - Gracin Bakumanya - Derek Cooke Jr. - Archie Goodwin - Shaquille Harrison              | - Grant Jerrett - Luis Montero - Greg Stiemsma |
| Kings de Sacramento                                                                                              | Spurs de San Antonio                                                                                    | Raptors de Toronto                                                                             | Jazz de l'Utah                                                                          | Wizards de Washington |
| - Isaiah Cousins - Jordan Farmar - Lamar Patterson                                                               | - Joel Anthony - Ryan Arcidiacono - Patricio Garino - Livio Jean-Charles - Ryan Richards                | - Drew Crawford - Brady Heslip - Yanick Moreira - E.J. Singler - Jarrod Uthoff                 | - Eric Dawson - Quincy Ford - Chris Johnson - Marcus Paige - Henry Sims                 | - Jarell Eddie - Johnny O'Bryant III - Casper Ware                                                                                                  |

## Draft

### Premier tour
| Choix | Joueur              | Date signature | Équipe                          | Équipe précédente            | Référence |
| ----- | ------------------- | -------------- | ------------------------------- | ---------------------------- | --------- |
| 1     | Ben Simmons         | 3 juillet      | 76ers de Philadelphie           | LSU                          | [ 459 ]   |
| 2     | Brandon Ingram      | 23 août        | Lakers de Los Angeles           | Duke                         | [ 460 ]   |
| 3     | Jaylen Brown        | 27 juillet     | Celtics de Boston               | Californie                   | [ 212 ]   |
| 4     | Dragan Bender       | 7 juillet      | Suns de Phoenix                 | Maccabi Tel-Aviv (Israël)    | [ 461 ]   |
| 5     | Kris Dunn           | 5 juillet      | Timberwolves du Minnesota       | Providence                   | [ 462 ]   |
| 6     | Buddy Hield         | 22 juillet     | Pelicans de La Nouvelle-Orléans | Oklahoma                     | [ 463 ]   |
| 7     | Jamal Murray        | 19 juillet     | Nuggets de Denver               | Kentucky                     | [ 221 ]   |
| 8     | Marquese Chriss     | 7 juillet      | Suns de Phoenix                 | Washington                   | [ 461 ]   |
| 9     | Jakob Pöltl         | 8 juillet      | Raptors de Toronto              | Utah                         | [ 464 ]   |
| 10    | Thon Maker          | 30 juillet     | Bucks de Milwaukee              | Athlete Institute (Canada)   | [ 465 ]   |
| 11    | Domantas Sabonis    | 12 août        | Thunder d'Oklahoma City         | Gonzaga                      | [ 466 ]   |
| 12    | Taurean Prince      | 14 juillet     | Hawks d'Atlanta                 | Baylor                       | [ 467 ]   |
| 13    | Yórgos Papayiánnis  | 13 juillet     | Kings de Sacramento             | Panathinaïkós                | [ 468 ]   |
| 14    | Denzel Valentine    | 16 juillet     | Bulls de Chicago                | Michigan State               | [ 469 ]   |
| 15    | Juancho Hernangómez | —              | Nuggets de Denver               | Estudiantes Madrid (Espagne) | [ 221 ]   |
| 16    | Guerschon Yabusele  | —              | Celtics de Boston               | Rouen (France)               | [ 437 ]   |
| 17    | Wade Baldwin IV     | 15 juillet     | Grizzlies de Memphis            | Vanderbilt                   | [ 470 ]   |
| 18    | Henry Ellenson      | 18 juillet     | Pistons de Détroit              | Marquette                    | [ 471 ]   |
| 19    | Malik Beasley       | 11 juillet     | Nuggets de Denver               | Florida State                | [ 472 ]   |
| 20    | Caris LeVert        | 14 juillet     | Nets de Brooklyn                | Michigan                     | [ 473 ]   |
| 21    | DeAndre’ Bembry     | 14 juillet     | Hawks d'Atlanta                 | Saint Joseph's               | [ 467 ]   |
| 22    | Malachi Richardson  | 12 juillet     | Kings de Sacramento             | Syracuse                     | [ 468 ]   |
| 23    | Ante Žižić          | —              | Celtics de Boston               | Cibona Zagreb (Croatie)      | [ 474 ]   |
| 24    | Timothé Luwawu      | 2 juillet      | Sixers de Philadelphie          | Mega Leks (Serbie)           | [ 459 ]   |
| 25    | Brice Johnson       | 12 juillet     | Clippers de Los Angeles         | North Carolina               | [ 475 ]   |
| 26    | Furkan Korkmaz      | —              | 76ers de Philadelphie           | Anadolu Efes (Turquie)       | [ 476 ]   |
| 27    | Pascal Siakam       | 7 juillet      | Raptors de Toronto              | New Mexico State             | [ 464 ]   |
| 28    | Skal Labissière     | 15 juillet     | Kings de Sacramento             | Kentucky                     | [ 468 ]   |
| 29    | Dejounte Murray     | 14 juillet     | Spurs de San Antonio            | Washington                   | [ 477 ]   |
| 30    | Damian Jones        | 13 juillet     | Warriors de Golden State        | Vanderbilt                   | [ 478 ]   |

### Deuxième tour
| Choix | Joueur            | Date signature | Équipe                          | Équipe précédente              | Référence |
| ----- | ----------------- | -------------- | ------------------------------- | ------------------------------ | --------- |
| 31    | Deyonta Davis     | 10 juillet     | Grizzlies de Memphis            | Michigan State                 | [ 479 ]   |
| 32    | Ivica Zubac       | 7 juillet      | Lakers de Los Angeles           | Mega Leks (Serbie)             | [ 105 ]   |
| 33    | Cheick Diallo     | 22 juillet     | Pelicans de La Nouvelle-Orléans | Kansas                         | [ 204 ]   |
| 34    | Tyler Ulis        | 7 juillet      | Suns de Phoenix                 | Kentucky                       | [ 461 ]   |
| 35    | Rade Zagorac      | —              | Grizzlies de Memphis            | Mega Leks (Serbie)             | [ 433 ]   |
| 36    | Malcolm Brogdon   | 30 juillet     | Bucks de Milwaukee              | Virginia                       | [ 465 ]   |
| 37    | Chinanu Onuaku    | 19 juillet     | Rockets de Houston              | Louisville                     | [ 480 ]   |
| 38    | Patrick McCaw     | 5 juillet      | Warriors de Golden State        | UNLV                           | [ 481 ]   |
| 39    | David Michineau   | —              | Clippers de Los Angeles         | Chalon-sur-Saône (France)      | [ 482 ]   |
| 40    | Diamond Stone     | 14 juillet     | Clippers de Los Angeles         | Maryland                       | [ 483 ]   |
| 41    | Stephen Zimmerman | 7 juillet      | Magic d'Orlando                 | UNLV                           | [ 484 ]   |
| 42    | Isaiah Whitehead  | 8 juillet      | Nets de Brooklyn                | Seton Hall                     | [ 485 ]   |
| 43    | Zhou Qi           |                | Rockets de Houston              | Xinjiang Flying Tigers (Chine) |           |
| 44    | Isaïa Cordinier   | —              | Hawks d'Atlanta                 | Denain (France)                | [ 486 ]   |
| 45    | Demetrius Jackson | 26 juillet     | Celtics de Boston               | Notre Dame                     | [ 212 ]   |
| 46    | A.J. Hammons      | 8 juillet      | Mavericks de Dallas             | Purdue                         | [ 487 ]   |
| 47    | Jake Layman       | 7 juillet      | Trail Blazers de Portland       | Maryland                       | [ 488 ]   |
| 48    | Paul Zipser       | 15 juillet     | Bulls de Chicago                | Bayern Münich (Allemagne)      | [ 489 ]   |
| 49    | Michael Gbinije   | 14 juillet     | Pistons de Détroit              | Syracuse                       | [ 490 ]   |
| 50    | Georges Niang     | 11 juillet     | Pacers de l'Indiana             | Iowa State                     | [ 491 ]   |
| 51    | Ben Bentil        | 27 juillet     | Celtics de Boston               | Providence                     | [ 212 ]   |
| 52    | Joel Bolomboy     |                | Jazz de l'Utah                  | Weber State                    |           |
| 53    | Petr Cornelie     | —              | Nuggets de Denver               | Le Mans (France)               | [ 492 ]   |
| 54    | Kay Felder        | 6 août         | Cavaliers de Cleveland          | Oakland (en)                   | [ 493 ]   |
| 55    | Marcus Paige      |                | Jazz de l'Utah                  | North Carolina                 |           |
| 56    | Daniel Hamilton   |                | Thunder d'Oklahoma City         | Connecticut                    |           |
| 57    | Wang Zhelin       | —              | Grizzlies de Memphis            | Fujian (Chine)                 | [ 494 ]   |
| 58    | Abdel Nader       |                | Celtics de Boston               | Iowa State                     |           |
| 59    | Isaiah Cousins    |                | Kings de Sacramento             | Oklahoma                       |           |
| 60    | Tyrone Wallace    |                | Jazz de l'Utah                  | California                     |           |

### Draft précédentes
| Année | no | Nom                | Date signature | Équipe                  | Équipe précédente                  | Réf     |
| ----- | -- | ------------------ | -------------- | ----------------------- | ---------------------------------- | ------- |
| 2015  | 35 | Willy Hernangómez  | 8 juillet      | Knicks de New York      | Real Madrid (Espagne)              | [ 495 ] |
| 2015  | 44 | Andrew Harrison    | 12 juillet     | Grizzlies de Memphis    | Energy de l'Iowa (D-League)        | [ 496 ] |
| 2011  | 42 | Dāvis Bertāns      | 14 juillet     | Spurs de San Antonio    | Saski Baskonia (Espagne)           | [ 497 ] |
| 2014  | 12 | Dario Šarić        | 15 juillet     | 76ers de Philadelphie   | Anadolu Efes Spor Kulübü (Turquie) | [ 498 ] |
| 2012  | 32 | Tomáš Satoranský   | 21 juillet     | Wizards de Washington   | FC Barcelone (Espagne)             | [ 499 ] |
| 2013  | 28 | Livio Jean-Charles | 22 juillet     | Spurs de San Antonio    | ASVEL Lyon-Villeurbanne (France)   | [ 500 ] |
| 2013  | 32 | Álex Abrines       | 23 juillet     | Thunder d'Oklahoma City | FC Barcelone (Espagne)             | [ 501 ] |